# Mieszko I

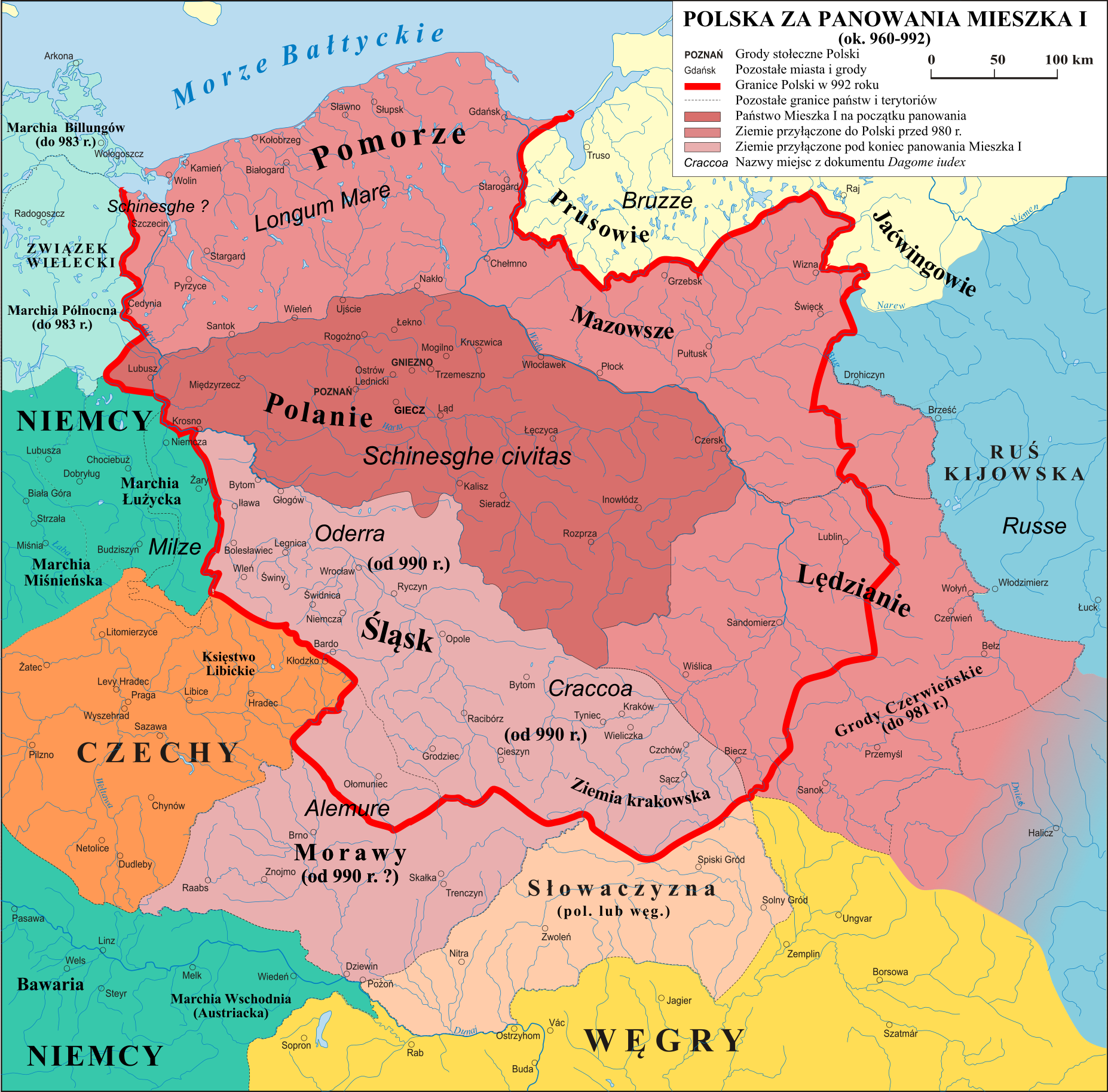
Polska za panowania Mieszka I (ok. 960-992)

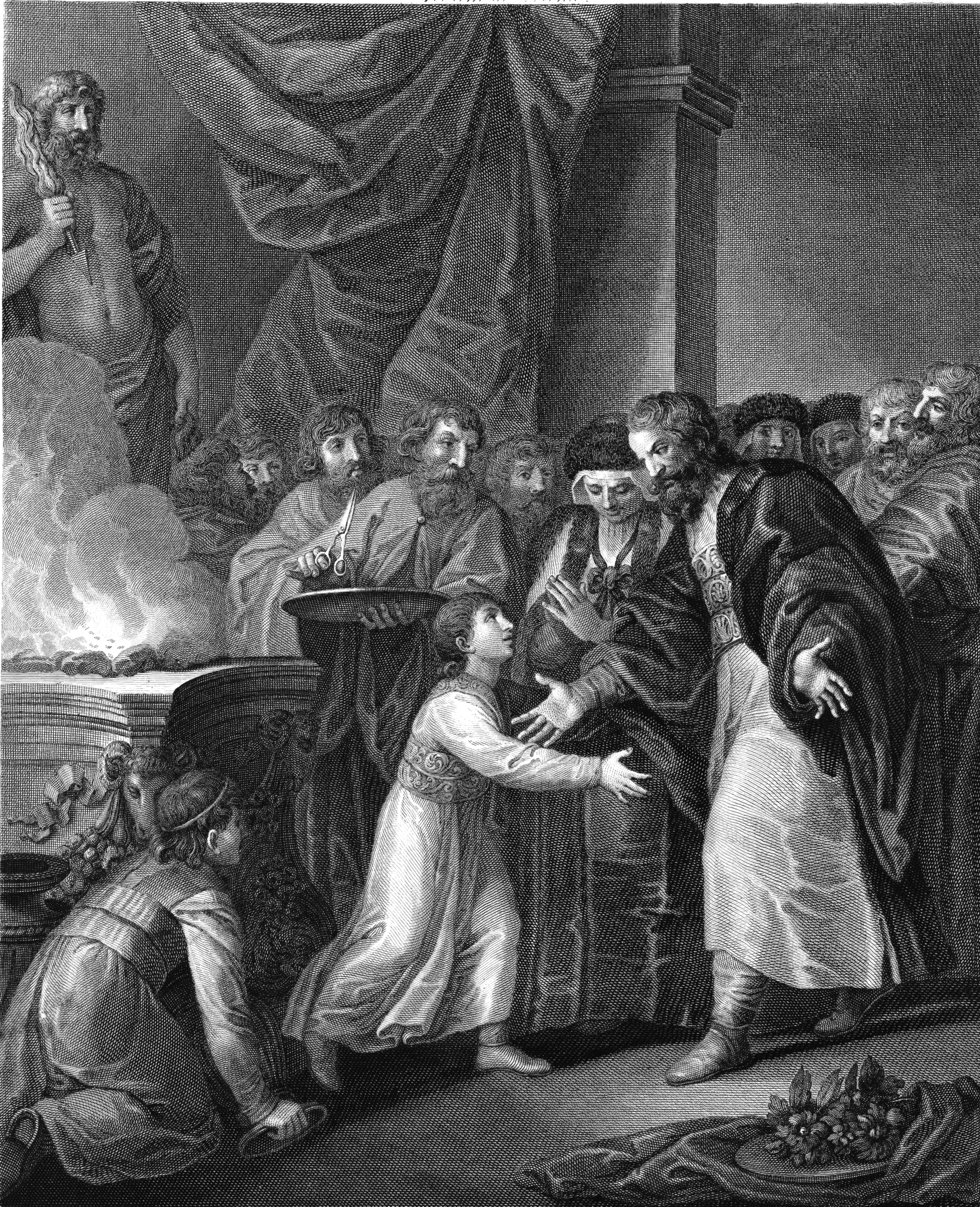
Postrzyżyny Mieszka, gdy według legendy został uwolniony od ślepoty, parabola przyjęcia nowej wiary, grafika z Album Wileńskie Jana Kazimierza Wilczyńskiego

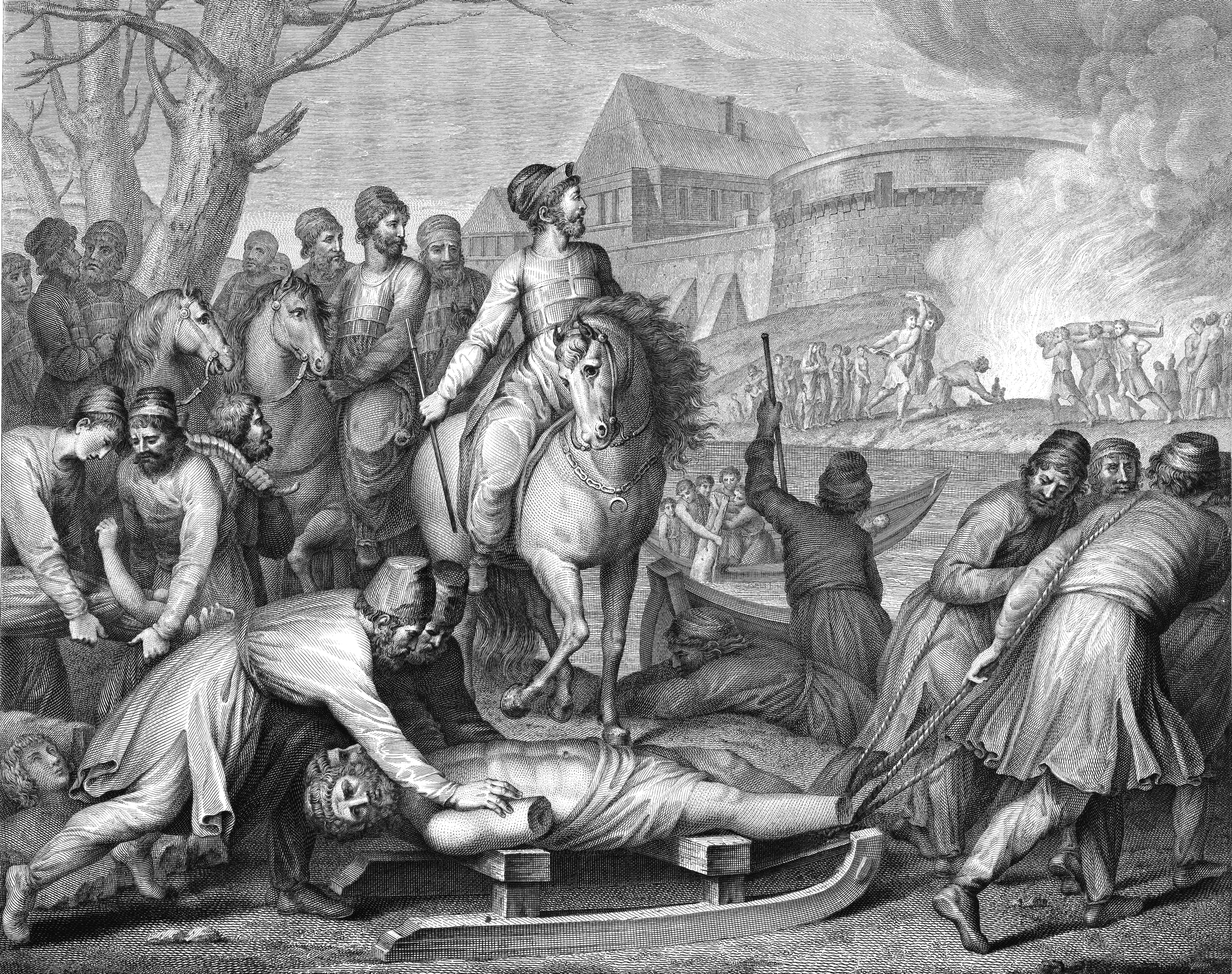
Mieszko kruszy w swym państwie bałwany pogańskie, grafika z Album Wileńskie Jana Kazimierza Wilczyńskiego

Mieszko I (ur. 922–945, zm. 25 maja 992) – władca Polski z dynastii Piastów sprawujący władzę od ok. 960 roku. Ojciec Bolesława I Chrobrego, Świętosławy-Sygrydy, Mieszka, Lamberta i Świętopełka. Brat Czcibora. Po kądzieli dziadek Kanuta Wielkiego.
Mieszko I to historyczny pierwszy władca Polan, uważany zarazem za faktycznego twórcę państwowości polskiej. Kontynuował politykę swojego ojca i dziadka, którzy jako władcy pogańskiego księstwa znajdującego się na terenach obecnej Wielkopolski, poprzez sojusze lub siłę militarną podporządkowali sobie Kujawy oraz prawdopodobnie Pomorze Wschodnie i Mazowsze. Przez większość okresu swojego panowania toczył walki o Pomorze Zachodnie, zajmując je po rzekę Odrę. W ostatnich latach życia przystąpił także do wojny z Czechami, zdobywając Śląsk i prawdopodobnie Małopolskę.
Poprzez ślub w 965 roku z Dobrawą Przemyślidką i przyjęcie chrztu w 966 roku Mieszko włączył swoje państwo w zachodni krąg kultury chrześcijańskiej. Oprócz podbojów duże znaczenie dla przyszłości księstwa Polan miały także jego reformy wewnętrzne, mające na celu rozbudowę i usprawnienie państwa.
Zachowane źródła pozwalają twierdzić, że Mieszko I był sprawnym politykiem, utalentowanym wodzem i charyzmatycznym władcą. Prowadził zręczne działania dyplomatyczne, zawierając sojusz wpierw z Czechami, a następnie ze Szwecją i Cesarstwem. W polityce zagranicznej kierował się przede wszystkim racją stanu, wchodząc w układy nawet ze swoimi wcześniejszymi wrogami. Synom pozostawił państwo o znacznie wyższej pozycji w Europie i przynajmniej podwojonym terytorium.
W przeszłości władca był także opisywany przy użyciu błędnie rekonstruowanego imienia „Mieczysław”, a etymologia imienia „Mieszko” wciąż nie została jednoznacznie wyjaśniona.

## Data narodzin
Brakuje jakichkolwiek pewnych informacji źródłowych na temat Mieszka I z okresu przed przejęciem przez niego władzy. Jedynie tzw. Rocznik małopolski podaje datę jego narodzin jako rok 920 lub 931 (zależnie od wersji rękopisu), ale badacze nie uznają go za wiarygodne źródło. Różni mediewiści na podstawie własnych dociekań określali datę narodzin księcia na lata od 922 do 945, przy czym aktywność księcia w końcowych latach życia nakazywałaby umieścić jego narodziny bliżej drugiej z dat.

## Imię i pochodzenie

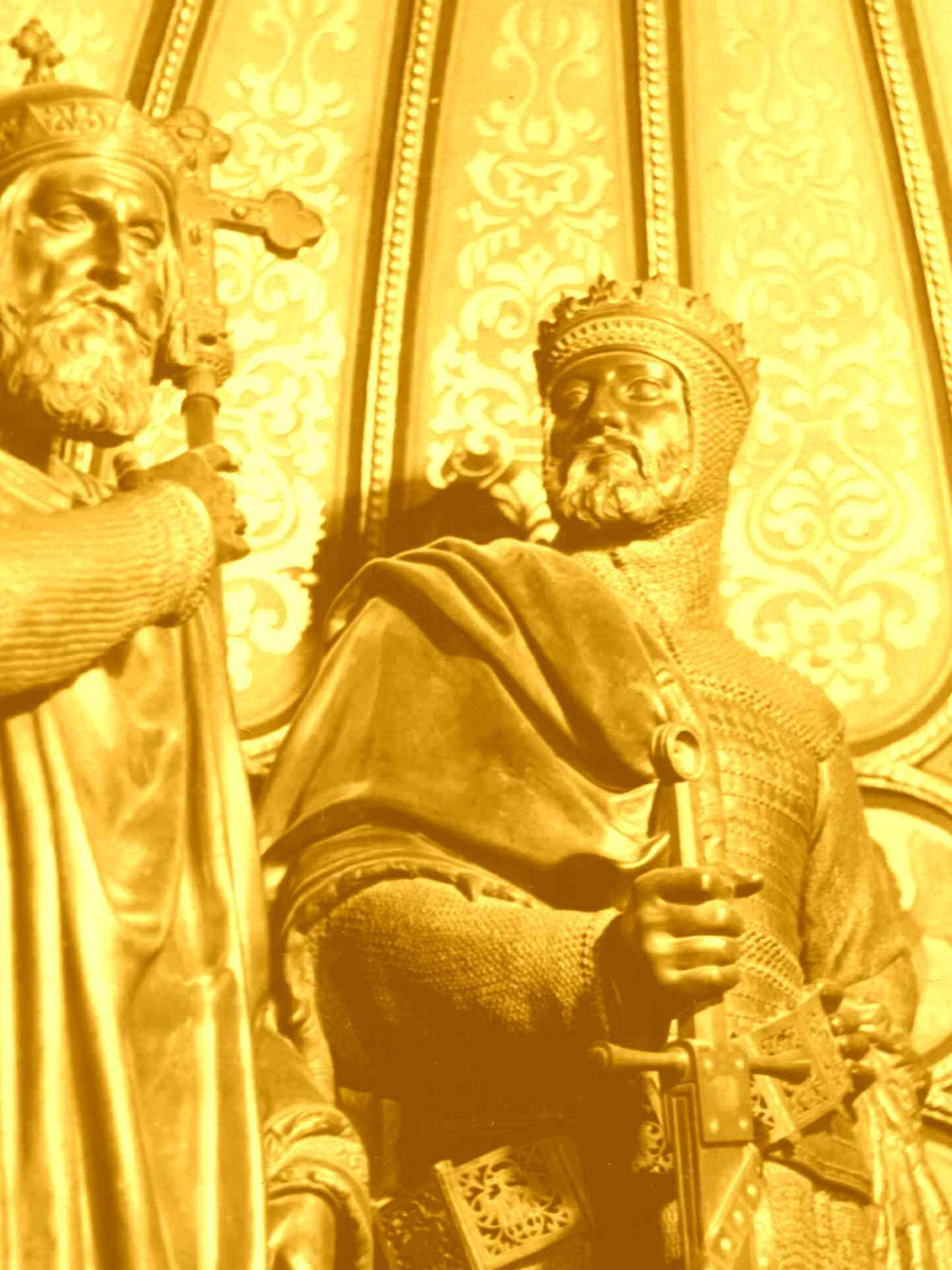
Pomnik Mieszka I w złotej kaplicy królów polskich w katedrze poznańskiej

Najstarszy zapis historyczny dotyczący imienia i dziedziny Mieszka pochodzi z lat 965 i 966. Jej autorem był podróżnik żydowski z hiszpańskiej Tortosy Ibrahim ibn Jakub, uczestniczący w poselstwie kalifa Kordoby do Ottona Wielkiego. Żydowski dyplomata, który odwiedził Pragę rządzoną w tym czasie przez króla Faraga, władcy Bohemii i Krakowa nazywa Mieszka (Msk) królem północy.
Imię Mieszko zostało w X wieku wymienione w pięciu niezależnych źródłach (Widukind, Żywot św. Udalryka z Augsburga, dwie noty nekrologiczne i Dagome iudex), a na początku XI wieku także u Thietmara, Brunona z Kwerfurtu i w Pasji św. Wojciecha. Wspomniany powyżej dokument Dagome iudex jest podstawą do dyskusji na temat imienia. Nie jest znane chrześcijańskie imię władcy nadane podczas chrztu, ani też miejsce gdzie chrzest miał się dokonać (Lednica, Praga czy też Ratyzbona). 
Istnieją także wątpliwości związane z imieniem „Mieszko”. W źródłach zapisywane było ono w różnych formach np. Mieszk, Mieszka, Misika, Mieszek, Mysko. Do czasów współczesnych przetrwała forma Mieszko zbliżona do stosowanej przez Galla Anonima i autorów najstarszych polskich roczników zlatynizowanej formy Mesco.
Gerhard z Augsburga w hagiografii Vita sancti Uodalrici („Żywot św. Udalryka”), ok. 983-993, pisze o Mieszku jako dux Wandalorum, Misico nomine („książę Wandalów, imieniem Mieszko”).
Imię Mieszka już od średniowiecza starano się zinterpretować poprzez tzw. etymologię ludową. Według Wincentego Kadłubka

nazwany (…) został „Mieszka” to jest „zmieszanie”, ponieważ rodzice skłopotali się, gdy urodził się ślepy.

Autor późniejszej Kroniki wielkopolskiej zaproponował zbliżone tłumaczenie:

Polacy widząc to, nadto zaniepokojeni, że król Ziemomysł w przeciągu siedmiu lat nie spłodził innego syna, mówili: „Oto znowu zamieszka w królestwie!” Mieszka bowiem, czyli zamęt, nazywa się od rozruchu.

Wątek ten rozwinął jeszcze Jan Długosz pisząc o postrzyżynach młodego księcia:

Kiedy nadszedł dzień naznaczony i szukano odpowiedniego imienia, aby je nadać chłopcu, spodobało się ojcu i dostojnikom nazwać go Mieszkiem, co w języku polskim znaczy „zamieszanie” albo „poruszenie”, dlatego że z powodu ślepoty swej od urodzenia był przyczyną zamieszania.

Imię Mieszka próbowano interpretować także na inne sposoby, szukając kryjącego się za nim znaczenia. Możliwe, że oznaczało ono niedźwiedzia (miś/misko) lub ślepca (na podstawie formy „Mieżka”; staropolski czasownik „mżeć” oznaczał „mieć oczy zamknięte”).
Imię księcia niekiedy uznaje się za zdrobnienie, ponieważ wielu władców Polski nosiło imiona dwuczłonowe (np. Siemowit, Siemomysł, Kazimierz). Już Jan Długosz wprowadził wywodzącą się od miecza formę „Mieczysław”. Późniejsze teorie uwzględniają takie imiona jak Mścisław, Miesław czy Miecisław.
W okresie międzywojennym w historiografii niemieckiej pojawiła się hipoteza, jakoby Mieszko nosił imię Dagone wywodzące się od skandynawskiego Dagr. Tym samym miał on być wikingiem, który przejął władze w państwie Polan. Hipoteza ta nawiązuje do faktu utworzenia kilku państw we wczesnośredniowiecznej Europie, w tym Rusi Kijowskiej, przez Normanów (Waregów), jak też teorii normandzkiej Karola Szajnochy z 1858 roku. Nie miała ona jednak wystarczających podstaw i rychło upadła śmiercią naturalną razem z ustrojem, który ją wyhodował. Do tezy tej powrócił archeolog Zdzisław Skrok. 

## Ślepota Mieszka
Gall Anonim w swojej kronice podaje, że Mieszko był ślepy do siódmego roku życia. Sam kronikarz następująco wytłumaczył to wydarzenie: 

Wówczas [czyli po odzyskaniu wzroku przez Mieszka] książę Siemomysł pilnie wypytywał starszych i roztropniejszych z obecnych, czy ślepota i przewidzenie chłopca nie oznacza jakiegoś cudownego znaku. Oni zaś tłumaczyli, że ślepota oznaczała, iż Polska przedtem była tak jakby ślepa, lecz odtąd – powiadali – ma być przez Mieszka oświeconą i wywyższoną ponad sąsiednie narody.

Tłumaczenie to było jasnym nawiązaniem do chrztu księcia:

Zaiste ślepą była przedtem Polska, nic znając ani czci prawdziwego Boga, ani zasad wiary, lecz przez oświeconego Mieszka i ona także została oświeconą, bo gdy on przyjął wiarę, naród polski uratowany został od śmierci w pogaństwie.

Opisane wydarzenie jest typową alegorią średniowieczną i nie ma wartości jako źródło historyczne. Opis ten został natomiast wykorzystany i rozbudowany przez większość późniejszych kronikarzy polskich.

## Dziedzictwo

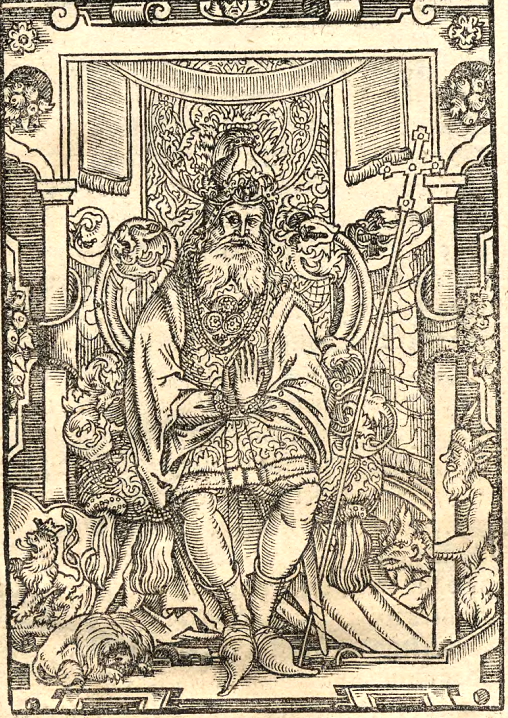
Mieszko I, ilustracja z dzieła ks. Jana Głuchowskiego, Ikones książąt i królów polskich (1605)

Mieszko objął tron książęcy po śmierci ojca w latach 950–960, prawdopodobnie bliżej terminu końcowego. Ze względu na brak źródeł nie można dokładnie określić, jakie odziedziczył po nim ziemie. Na pewno należały do nich tereny zamieszkane przez Polan i Goplan, a także ziemia sieradzko-łęczycka. Możliwe, że do państwa należały także ziemie Mazowszan i Pomorze Wschodnie. Przed nowym władcą stanęło zadanie zintegrowania dość rozległego, niejednolitego etnicznie i kulturowo terytorium. Wprawdzie mieszkańcy terenów kontrolowanych przez Mieszka mówili w większości jednym językiem, mieli podobne wierzenia i osiągnęli podobny stopień rozwoju gospodarczego i cywilizacyjnego, ale podstawową formą łączących ich więzi społecznych były struktury plemienne. Można sądzić, że współpracujący z księciem możni pierwsi poczuli jedność ponadplemienną. Zależało im na zjednoczeniu kraju ze względu na możliwość poszerzenia swoich wpływów.
Jako pierwszy o księciu Polan wspomniał żydowski podróżnik Ibrahim ibn Jakub. Informacje o nim zdobył prawdopodobnie w 966 roku, kiedy przebywał na dworze cesarza Ottona I. Mieszka przedstawił jako księcia panującego na rozległym obszarze, posiadającego dobrze zorganizowaną drużynę. Precyzyjniejsze są zapiski współczesnego Mieszkowi Widukinda z Korbei i tworzącego pół wieku później biskupa merseburskiego Thietmara.

## Panowanie Mieszka I

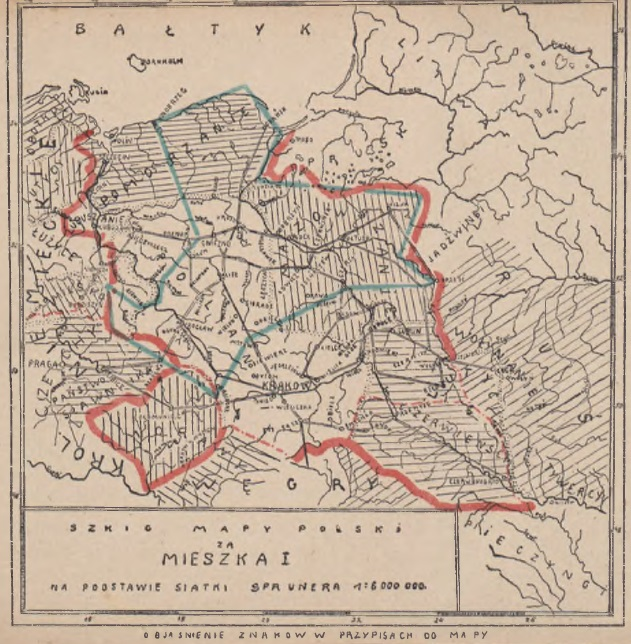
Polska za panowania Mieszka I według Stanisława Zakrzewskiego („Mieszko I jako budowniczy państwa polskiego”, Warszawa, 1921)

### Początki panowania
W chwili objęcia władzy przez Mieszka, pogańskie państwo Polan rozpoczęło ekspansję w nowych kierunkach. Być może w pierwszych latach panowania, jeśli nie dokonał tego już jego ojciec lub dziadek, Mieszko podbił Mazowsze. Na początek lat 60. przypada prawdopodobnie także opanowanie Pomorza Wschodniego i Środkowego. Zainteresowanie księcia skupiło się następnie przede wszystkim na obszarach nadodrzańskich, gdzie w krótkim czasie podporządkował sobie część plemion połabskich. Jak pisał Widukind z Korbei, Mieszko miał pod władaniem plemię zwące się Licicaviki, które powszechnie identyfikuje się jako połabskich Lubuszan. Po ich podbiciu książę Polan wkroczył w strefę wpływów niemieckich.
Margrabiowie niemieccy prowadzili wtedy ekspansywną politykę na tereny zamieszkiwane przez Słowian połabskich, których siłą chrystianizowali. W 963 roku margrabia Gero podbił tereny zajmowane przez plemiona Łużyczan i Słupian, w efekcie bezpośrednio stykając się z państwem Polan. W tym samym czasie (ok. 960 roku) rozpoczęła się ekspansja Mieszka I na tereny Wolinian i Wieletów. Stan wojny z nimi poświadczył Ibrahim ibn Jakub. Według niego Mieszko prowadził wojnę z plemieniem Weltaba, identyfikowanym powszechnie z Wieletami. Samozwańczy przywódca wielecki, Wichman, pokonał Polan dwukrotnie, a także około 963 roku zabił nieznanego z imienia brata Mieszka. Ujściem Odry interesowali się również margrabiowie niemieccy. Zagrożeniem dla młodego państwa Polan byli dodatkowo sprzymierzeni z Wieletami Czesi, posiadający wtedy Śląsk i Małopolskę.

### Walki z Geronem i trybut
Problemy interpretacyjne sprawia fragment kroniki Thietmara, w którym ten informuje o ataku margrabiego Gerona na ziemie Słowian, w efekcie którego podporządkował zwierzchnictwu cesarza Łużyce i Selpuli (kraj Słupian), a także Mieszka wraz z jego poddanymi. Według większości dzisiejszych historyków Thietmar popełnił błąd streszczając kronikę Widukinda i w miejscu walk księcia Polan z Wichmanem umieścił najazd Gerona. Wskazują na to pozostałe źródła, a także brak jakichkolwiek wzmianek o podbiciu państwa Polan i jego zrównaniu z pozycją ludów połabskich. Obrońcy przeciwnej teorii zakładają, że Geron rzeczywiście przeprowadził najazd zakończony sukcesem, w efekcie którego Mieszko został zmuszony do płacenia trybutu i przyjęcia chrztu za pośrednictwem Kościoła niemieckiego. Teoria ta przedstawia wprowadzenie chrześcijaństwa jako efekt wojny, jednak takiej tezy ponownie nie potwierdzają źródła niemieckie.
Trybut jest osobną kwestią, ponieważ Mieszko zgodnie z późniejszym fragmentem kroniki Thietmara rzeczywiście płacił go z ziem aż po rzekę Wartę. Przyjmuje się dość powszechnie, że Mieszko sam zdecydował się płacić trybut, aby uniknąć najazdu podobnego jak ten na ziemie Łużyczan. Miało do tego dojść w 965 lub najpóźniej w 966 roku. Prawdopodobnie danina dotyczyła wyłącznie ziemi Lubuszan, która znajdowała się w strefie wpływów niemieckich. Takie rozumienie kwestii trybutu tłumaczy, dlaczego już w 967 roku Mieszko jest określany w źródłach saskich mianem sprzymierzeńca cesarza (łac. amicus imperatoris).

### Chrzest Polski

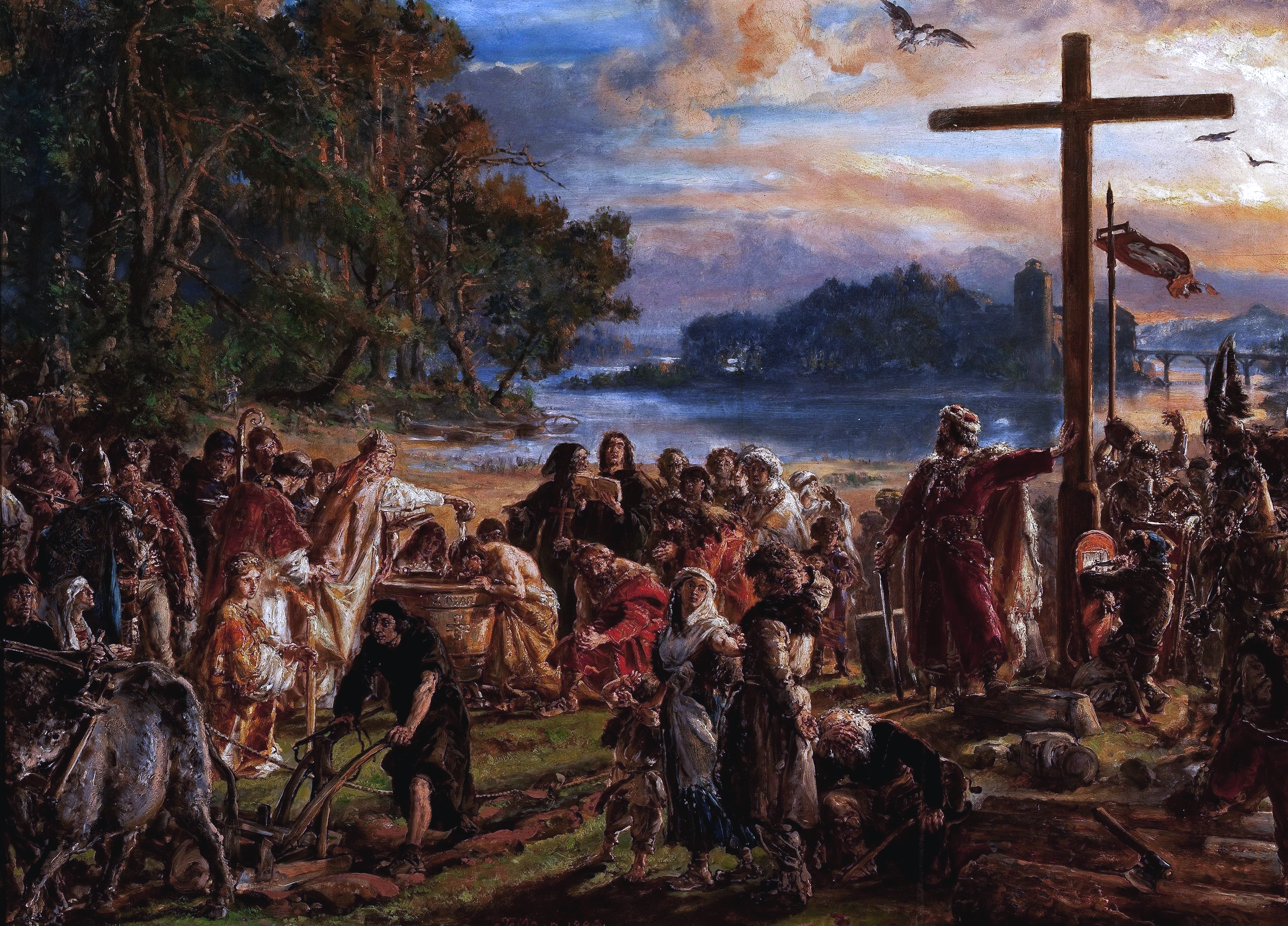
Zaprowadzenie chrześcijaństwa R.P. 965, obraz Jana Matejki z cyklu Dzieje cywilizacji w Polsce (1889)

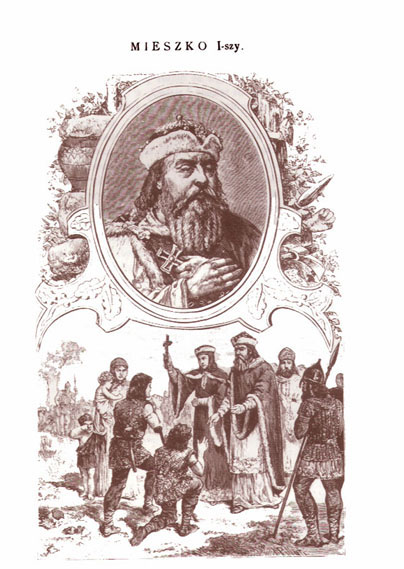
Mieszko, z poganina, z pomocą żony Dobrawy, staje się krzewicielem wiary, rycina Ksawerego Pillatiego (1888)

Prawdopodobnie w 964 roku Mieszko rozpoczął pertraktacje z władcą Czech Bolesławem I Srogim. W ich efekcie w 965 roku Mieszko zawarł małżeństwo z córką Bolesława Dobrawą Przemyślidką, nazywaną również Dąbrówką. Inicjatywa zawarcia sojuszu prawdopodobnie wyszła od księcia Polan. Szacuje się, że w lutym 965 roku odbyły się oficjalne zmówiny.
Kolejnym krokiem władcy Polan było przyjęcie chrztu. Istnieją różne hipotezy dotyczące tego wydarzenia. Najczęściej przyjmuje się, że była to decyzja polityczna, mająca zbliżyć Mieszka z Czechami i ułatwić działania na Połabiu. Zarazem chrzest odsuwał możliwość przyszłego ataku margrabiów niemieckich i przymusowej chrystianizacji. Dodatkowym powodem mogło być także dążenie księcia Polan do odsunięcia od udziału w rządzeniu państwem blokującej jego centralizację „starej” warstwy kapłańskiej.
Odmienna hipoteza związana jest z wyżej wymienionym przyjęciem prawdziwości najazdu Gerona na Polskę. Zgodnie z nią to właśnie atak margrabiego wymusił chrystianizację, która miała być aktem podporządkowania cesarzowi, dokonanym bez pośrednictwa papieża.
Jeszcze inne motywy podaje kronika Galla Anonima, której autor eksponuje rolę Dobrawy w przekonaniu Mieszka do zmiany religii:

Mieszko objąwszy księstwo zaczął dawać dowody zdolności umysłu i sił cielesnych i coraz częściej napastować ludy (sąsiednie) dookoła. Dotychczas jednak w takich pogrążony był błędach pogaństwa, że wedle swego zwyczaju siedmiu żon zażywał. W końcu zażądał w małżeństwo jednej bardzo dobrej chrześcijanki z Czech, imieniem Dobrawa. Lecz ona odmówiła poślubienia go, jeśli nie zarzuci owego zdrożnego obyczaju i nie przyrzeknie zostać chrześcijaninem. Gdy zaś on (na to) przystał, że porzuci ów zwyczaj pogański i przyjmie sakramenta wiary chrześcijańskiej, pani owa przybyła do Polski z wielkim orszakiem (dostojników) świeckich i duchownych, ale nie pierwej podzieliła z nim łoże małżeńskie, aż powoli, a pilnie zaznajamiając się z obyczajem chrześcijańskim i prawami kościelnymi, wyrzekł się błędów pogaństwa i przeszedł na łono matki-Kościoła.

Podobnie akt chrztu prezentuje biskup Thietmar. Nie ma innych powodów ani źródeł, by wpływ Dobrawy na księcia przyjąć lub negować, jednak należy pamiętać, że podobna konwencja była powszechna w kronikarstwie tamtego okresu, a żonom władców często przypisywano takie działania.
Powszechnie przyjmuje się, że chrzest Mieszka odbył się w 966 roku. Miejsce chrztu nie jest znane, mogło to być któreś z miast Cesarstwa, np. Ratyzbona, ale także Poznań, Ostrów Lednicki (w tych dwóch miejscach odkryto misy chrzcielne z lat 60. X wieku) lub Gniezno. Przypuszczenie, jakoby chrzest został przyjęty z rąk czeskich, aby uniknąć uzależnienia księstwa Mieszka od Rzeszy Niemieckiej jest błędne, ponieważ Czesi do 973 roku nie posiadali własnej organizacji kościelnej. W czasie chrztu Mieszka diecezją dla nich obowiązującą była jak najbardziej niemiecka Ratyzbona, zależna od władzy cesarskiej. Stąd powszechnie wnioskuje się, że Mieszko przyjął chrzest tzw. drogą prasko-ratyzbońską. Ratyzbona była punktem wyjścia misji chrystianizacyjnej, natomiast pośrednikiem w jej realizacji była Praga. Taki osąd nie wyklucza faktu przyjęcia czeskiego słownictwa kościelnego w tym czasie, które mogło się już wtedy wytworzyć i być w użyciu świeckim. Takie słowa jak: „chrzest”, „kazanie”, „pacierz”, „kościół”, „apostoł”, „biskup” czy „bierzmowanie” pojawiły się w polszczyźnie za pośrednictwem języka czeskiego. Prawdopodobnie „przywieźli” je ze sobą dostojnicy kościelni, którzy przybyli do Polski razem z Dobrawą. Być może był wśród nich pierwszy polski biskup – Jordan.

### Konsekwencje chrztu i proces chrystianizacji

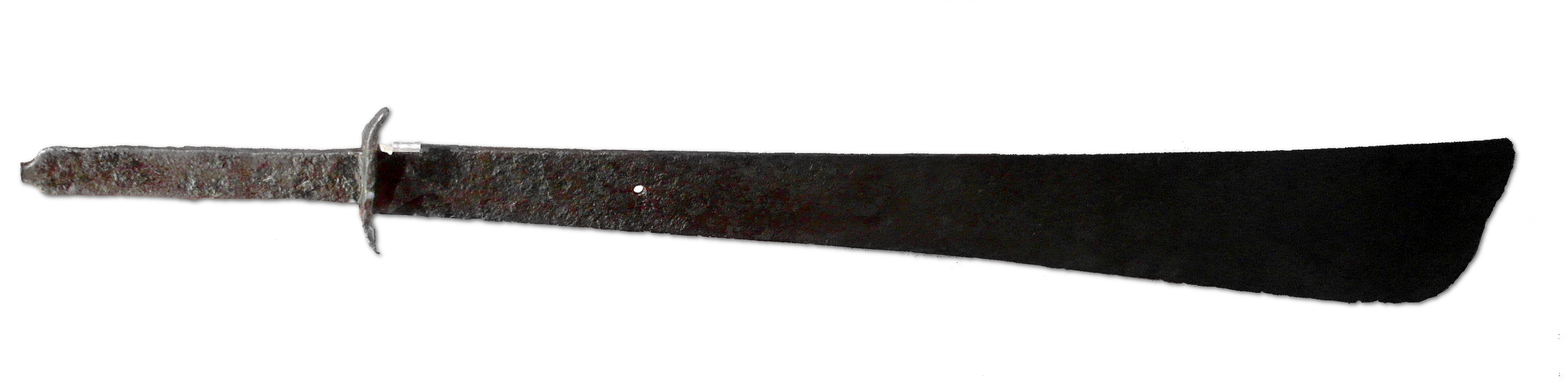
Tzw. Miecz świętego Piotra, ofiarowany przez papieża biskupowi Jordanowi w 968 roku

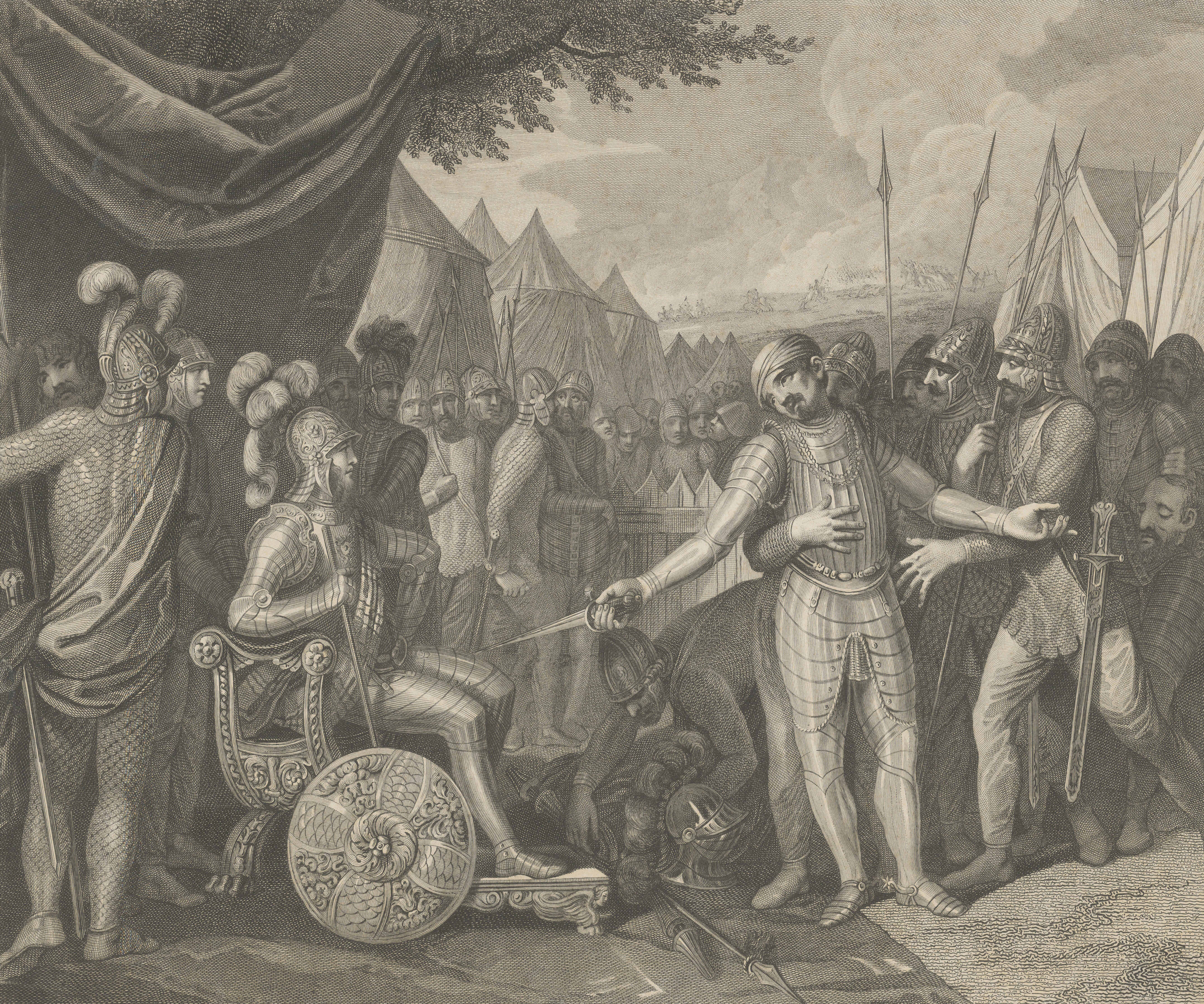
Wichman poddaje się księciu Mieszkowi, grafika według Franciszka Smuglewicza

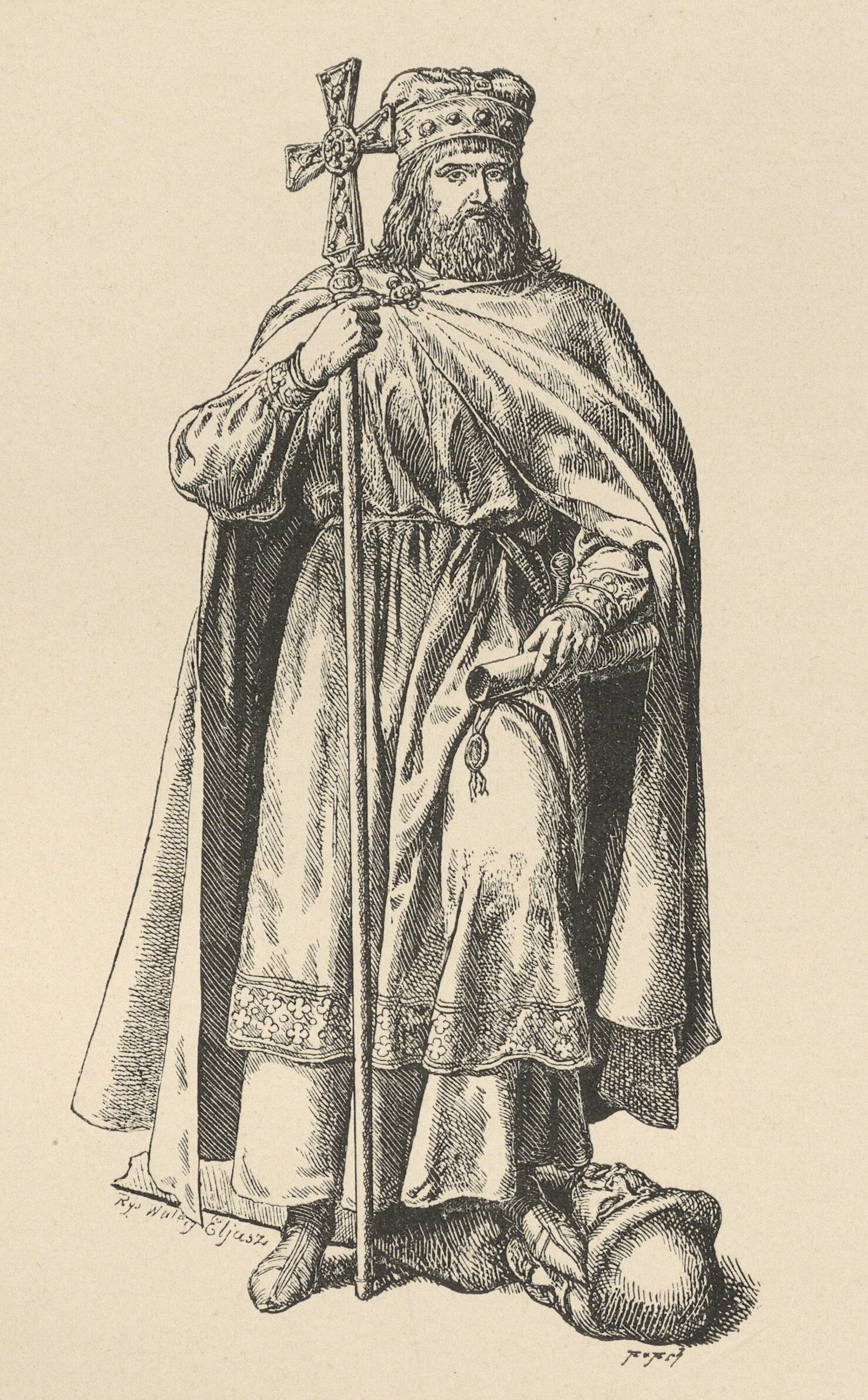
Mieszko I na rycinie Walerego Eljasza-Radzikowskiego z XIX wieku

Poprzez przyjęcie chrztu Mieszko włączył państwo Polan na stałe do chrześcijańskiej Europy obrządku zachodniego i stał się partnerem dla tamtejszych władców. Marchie Rzeszy Niemieckiej, ani żaden inny kraj chrześcijański, nie mogły odtąd atakować jego państwa pod pretekstem chrystianizacji.
Chrzest rozpoczął także napływ kultury łacińskiej do Polski. Na dwór przybywali pierwsi wykształceni i potrafiący pisać doradcy, rozpoczęto też tworzenie organizacji kościelnej. W 968 roku powstało w Poznaniu biskupstwo misyjne obrządku łacińskiego, podległe bezpośrednio Rzymowi z biskupem Jordanem na czele. Istnienie tej instytucji podkreślało odrębność i niezależność państwa Polan. Przejawem procesu chrystianizacji ziem polskich była budowa kościołów. Powstały one w Poznaniu, Gnieźnie oraz na Ostrowie Lednickim. Własne kościoły posiadały zapewne także mniejsze grody.
Chrystianizacja doprowadziła także do zmian politycznych. Tworzone struktury były niezależne od komesów i ograniczały ich ewentualną samowolę. Przybywający do kraju duchowni przyczyniali się także do rozwoju oświaty i kultury. Będąc jedynymi ludźmi potrafiącymi czytać i pisać, usprawnili system administracji oraz dyplomacji w państwie. Pod koniec panowania książę zaczął płacić daninę na rzecz papiestwa – świętopietrze (około 990 roku).
Nawracanie pogan na ziemiach polskich było jednak procesem długotrwałym i nie zakończyło się za panowania Mieszka. Przykłady sąsiednich państw wskazują, że książę mógł być zmuszony do tłumienia buntów ludności, a szczególnie walki z odsuniętą od władzy starą warstwą kapłańską. Lud, szczególnie na wsiach, kultywował stare słowiańskie wierzenia i obyczaje.

### Podbój Pomorza
Po znormalizowaniu stosunków z cesarstwem i Czechami Mieszko powrócił do planów podbicia Pomorza. W 967 roku przy udziale posiłków czeskich w sile dwóch hufców jazdy, Mieszko odniósł zwycięstwo w decydującej bitwie z Wolinianami, podporządkowując sobie tym samym ujście Odry. Grafowie niemieccy nie sprzeciwiali się tym działaniom, a być może nawet je wspierali; śmierć buntownika Wichmana zapewne ich zadowoliła. Na uwagę zasługuje też fakt obrazujący pozycję Mieszka wśród panów niemieckich. Kronikarz Widukind z Korbei podał, że umierający Wichman poprosił Mieszka o przekazanie swojej broni cesarzowi Ottonowi I. Tym samym Mieszko w rok po chrzcie uważany był już za godnego powierzenia mu spraw rodziny cesarskiej (Wichman był krewniakiem cesarza).
Tajemnicą pozostaje to jak długo i z jakim skutkiem trwały walki Mieszka o Pomorze Zachodnie. Późniejsze starcia Bolesława Krzywoustego w tym regionie pozwalają przypuszczać, że podbój nie był łatwy, a być może nawet nie został zakończony pełnym sukcesem. W jednej z wersji Legendy o św. Wojciechu podano informację, że Mieszko oddał swoją córkę za żonę księciu pomorskiemu, który wcześniej z własnej woli został w Polsce obmyty wodą chrztu świętego. Opisany przekaz, jak również łatwość, z jaką Pomorze odpadło od Polski za panowania Bolesława Chrobrego, sugeruje, że region ten nie został włączony do państwa, lecz jedynie zhołdowany. Świadczy o tym pośrednio także fragment wstępu do pierwszej księgi kroniki Galla Anonima poświęcony Pomorzanom:

Częstokroć wprawdzie naczelnicy ich pobici przez księcia polskiego szukali ocalenia w chrzcie, lecz znów zebrawszy siły wyrzekali się wiary chrześcijańskiej i na nowo wszczynali wojnę przeciw chrześcijanom.

### Walki z Hodonem
Po opanowaniu ziem nadnoteckich i wybudowaniu grodu w Santoku około 970 roku ekspansja była kontynuowana w kierunku zachodnim. Zdobycie obszarów nadodrzańskich przez Mieszka nie zakończyło walk w tym rejonie. W 972 roku doszło do ataku margrabiego saskiej Marchii Wschodniej Hodona na ziemie państwa Polan. Według kroniki Thietmara atak ten był działaniem samowolnym, przeciwnym woli cesarza:

Tymczasem dostojny margrabia Hodon, zebrawszy wojsko, napadł z nim na Mieszka, który wierny cesarzowi płacił trybut aż po rzekę Wartę.

Istnieją różne hipotezy dotyczące motywów najazdu. Być może Hodon pragnął powstrzymać rozrost państwa Mieszka. Za prawdopodobną można uznać teorię o ochronie strefy wpływów, do której Hodon zaliczał zagrożone przez Mieszka państwo Wolinian. Przypuszcza się też, że to sami Wolinianie wezwali na pomoc łużyckiego margrabiego.
Hodon najechał ziemie Polan i starł się dwukrotnie z siłami polskimi 24 czerwca 972 pod miejscowością Cidini, identyfikowaną powszechnie z Cedynią. Za pierwszym razem margrabia pokonał Mieszka; dopiero brat księcia Czcibor pokonał Niemców w drugim starciu, powodując w ich szeregach wielkie straty. Przypuszcza się, że Mieszko mógł zastosować celowy manewr odwrotu i atak na flankę ruszających w pościg oddziałów przeciwnika. Po tej bitwie polski władca został wezwany wraz z Hodonem przed oblicze cesarskie na zjazd w Kwedlinburgu w 973 roku. Nie jest znany osąd cesarza; pewne jest to, że wyrok ten nie został zrealizowany, ponieważ władca niemiecki umarł w kilka tygodni po zjeździe. Przypuszcza się, że był on dla władcy polskiego niekorzystny. Jedno ze źródeł podaje, że Mieszko nie przybył do Kwedlinburgu. Zamiast tego zmuszony groźbą przysłał swojego syna Bolesława w roli zakładnika.
Zatarg z Hodonem był o tyle dziwnym i zaskakującym zdarzeniem, że według niemieckiego kronikarza Thietmara Mieszko bardzo go szanował. Jak napisał Thietmar:

Mieszko nie odważył się nigdy wejść w kożuchu do domu, w którym wiedział, że znajduje się Hodo, ani siedzieć, gdy on się podniósł z miejsca.

### Nabytki na wschodzie

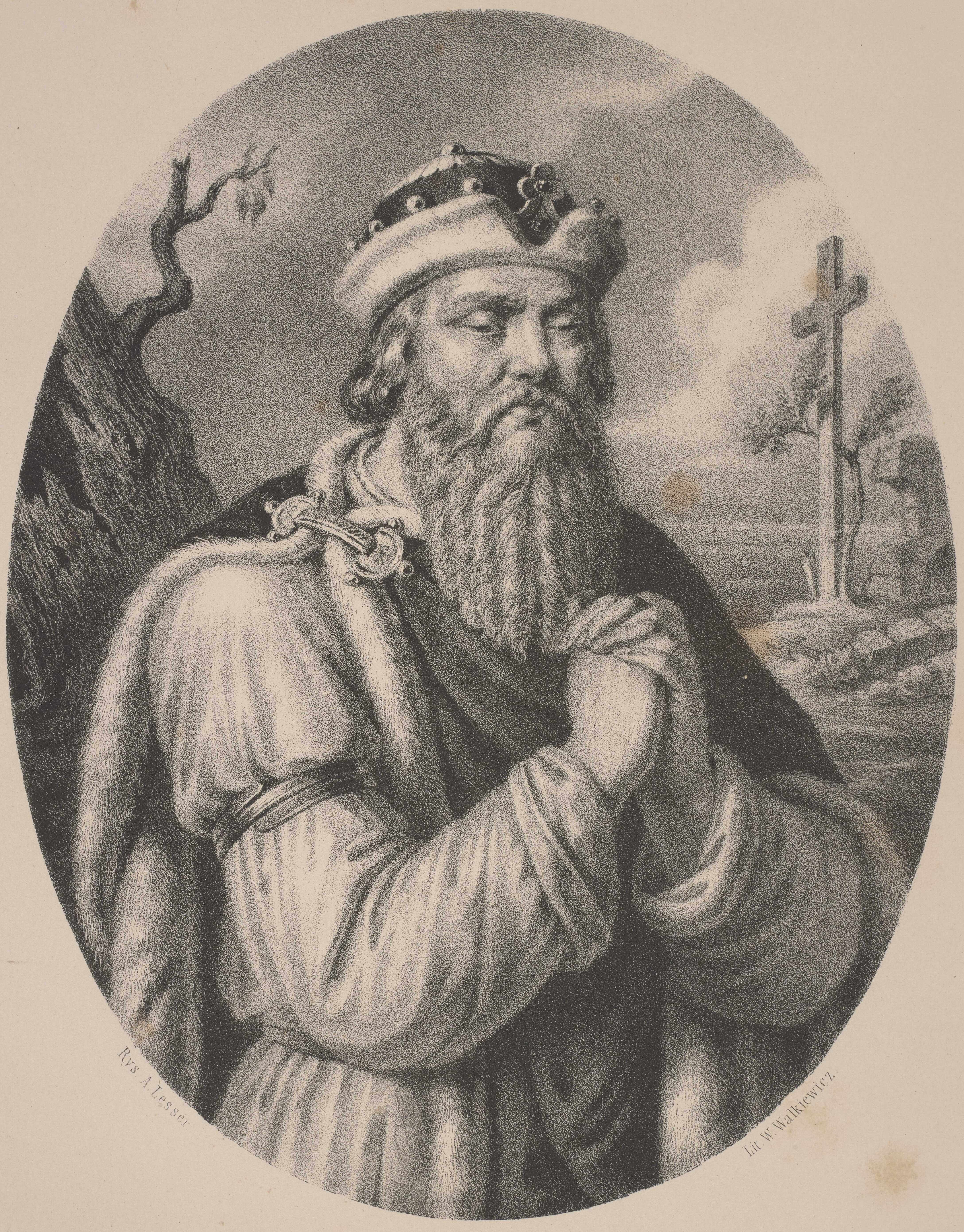
Mieszko I, grafika Aleksandra Lessera

Według badań archeologicznych na lata 70. X wieku przypadło opanowanie ziemi sandomierskiej należącej prawdopodobnie do nieznanego ze źródeł pisanych plemienia osiedlonego pomiędzy Wiślanami, Mazowszanami i Lędzianami oraz zamieszkanej przez Lędzian ziemi przemyskiej (określanej często mianem Grodów Czerwieńskich) przez państwo Polan.
Ze względu na skąpe potwierdzenia źródłowe przypuszczenia te pozostają jednoznacznie nierozstrzygnięte. Istnieją dwie koncepcje dotyczące niniejszej problematyki:
Zwolennicy pierwszej podkreślają, że ziemia sandomierska, Lubelszczyzna i Grody Czerwieńskie zostały włączone do władztwa piastowskiego w latach 70. jako cenne ze względów handlowych terytorium oraz być może punkt wypadowy do przyszłego ataku na czeską Małopolskę. Jego centralnym ośrodkiem miał być Sandomierz, natomiast same Grody Czerwieńskie, Przemyśl i Chełm pełniły funkcję granicznych punktów obronnych.
Zwolennicy przeciwnej koncepcji sugerują, że Grody Czerwieńskie należały w rzeczywistości do państwa czeskiego, które miało w tym okresie sięgać granicami po Bug i Styr. Problem jasnego wyklarowania wynika z faktu, że w literaturze ruskiej tego okresu „Lachami” określano zarówno wszystkich poddanych Piastów, jak i samo plemię Lędzian. Podbój ziemi sandomierskiej także nie jest faktem pewnym. Być może terytorium to przyłączono do Polski później, wraz z państwem Wiślan.

### Wsparcie opozycji niemieckiej i wojna z cesarstwem

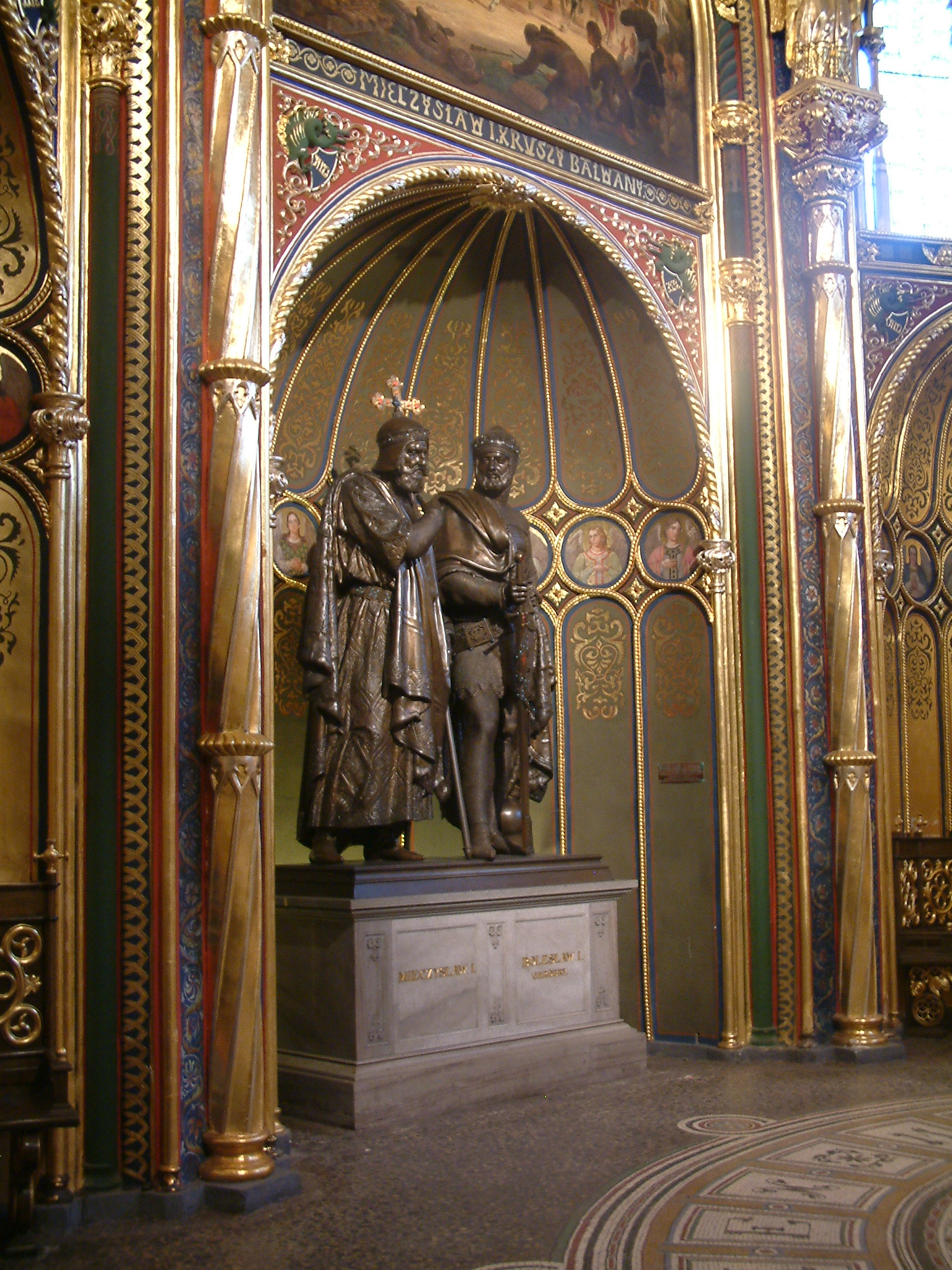
Złota Kaplica w Poznaniu, posąg Mieszka I i Bolesława Chrobrego

W oparciu o przypuszczenie o zapadłym w 973 roku niekorzystnym osądzie dla Mieszka, tłumaczy się jego przystąpienie do opozycji niemieckiej, która po śmierci Ottona I wysuwała do tronu cesarskiego księcia bawarskiego, Henryka Kłótnika. Do opozycji przystąpił również książę czeski Bolesław II Pobożny, brat Dobrawy. Obok koncepcji zemsty za wyrok uważa się, że Mieszko popierał tę akcję dla zmiany statusu swojej współpracy z Niemcami; chciał osiągnąć coś więcej. Uczestnictwo księcia Polan w spisku przeciw Ottonowi wspominają jako jedyne źródło pod rokiem 974 roczniki klasztoru w Altaich. Opozycja wspierana przez księcia bawarskiego przegrała, a cesarz Otton II odzyskał pełnię władzy. Wkrótce potem cesarz przeprowadził odwet na Czechach, zmuszając w 978 roku księcia tego kraju do uległości.
W tym samym okresie, konkretnie w 977 roku, zmarła pierwsza żona Mieszka, Dobrawa. Początkowo wydarzenie to nie wywołało żadnych widocznych reperkusji, a książę Polan pozostał w sojuszu z Czechami.
W efekcie w 979 roku Otton II miał najechać również kraj Mieszka. Wzmianka na ten temat znajduje się w Dziejach biskupów kambryjskich z lat 40. XI wieku. Przebieg i efekty wyprawy nie są znane, ale przypuszcza się, że to cesarz był stroną przegraną. Z powodu złej pogody władca Niemiec już w grudniu powrócił na pogranicze Turyngii i Saksonii. Ze względu na skąpość źródeł nie jest pewne, czy atak rzeczywiście się odbył i czy dotyczył Polski. W Dziejach podano jedynie, że była to wyprawa „na Słowian”. Tezę o najeździe Ottona wspierają odkrycia archeologiczne. W ostatnim ćwierćwieczu X stulecia doszło do radykalnej rozbudowy grodów w Gnieźnie i na Ostrowie Lednickim, co mogło się wiązać właśnie z wojną polsko-niemiecką. Istnieją nawet przypuszczenia oparte na długości wyprawy, że mogła ona dotrzeć aż pod Poznań.
Ugodę polsko-niemiecką zawarto prawdopodobnie na wiosnę lub latem 980, bo w listopadzie tego roku Otton opuścił swoje państwo i wyruszył do Italii. Przypuszcza się, że wtedy właśnie Mieszko poślubił Odę Dytrykównę, córkę margrabiego Marchii Północnej Dytryka (Teodoryka). Kronikarz Thietmar następująco opisał to wydarzenie:

Kiedy matka Bolesława umarła jego ojciec poślubił bez zezwolenia Kościoła mniszkę z klasztoru w Kalbe, która była córką margrabiego Dytryka. Oda – było jej imię i wielką była jej przewina. Albowiem wzgardziła Boskim oblubieńcem, dając pierwszeństwo przed nim człowiekowi wojny (…). Z uwagi jednak na dobro ojczyzny i konieczność zapewnienia jej pokoju, nie przyszło z tego powodu do zerwania stosunków, lecz znaleziono właściwy sposób przywrócenia zgody. Albowiem dzięki Odzie powiększył się zastęp wyznawców Chrystusa, powróciło do ojczyzny wielu jeńców, zdjęto skutym okowy, otwarto wrota więzień przestępcom.

Thietmar nie wspomina wprawdzie ani słowem o rzekomej wojnie, jednak informacje o przywróceniu zgody, działaniu dla dobra ojczyzny i wypuszczeniu jeńców wskazują, że rzeczywiście do niej doszło.
Ślub z Odą wpłynął wydatnie na pozycję i prestiż Mieszka, który wszedł poprzez zawarty związek do świata saskiej arystokracji. Skoligacił się z margrabią Teodorykiem, a tym samym zyskał sprzymierzeńca w jednym z najbardziej wpływowych polityków rzeszy. Dodatkowo dzięki dalekiemu pokrewieństwu margrabiego z cesarzem wszedł do grupy związanej z domem panującym.

### Koligacje polsko-szwedzkie i wojna z Danią
Prawdopodobnie na początku lat 80. X w. Mieszko zawarł skierowany przeciw Duńczykom sojusz ze Szwecją. Został on przypieczętowany małżeństwem córki Mieszka Świętosławy z królem Szwecji Erykiem. Skutki układu podaje wprawdzie nie w pełni wiarygodna, ale za to pochodząca bezpośrednio z duńskiej tradycji dworskiej relacja Adama z Bremy. W tekście tym, zapewne w efekcie pomyłki, na miejscu Mieszka podano imię jego syna:

Król Szwedów, Eryk, zawarł sojusz z przepotężnym królem Polan, Bolesławem. Bolesław dał Erykowi córkę lub siostrę. Dzięki temu sojuszowi Duńczycy do cna zostali pobici przez Słowian i Szwedów.

Mieszko zdecydował się na układ ze Szwedami prawdopodobnie celem obrony swoich wpływów na Pomorzu przed królem duńskim Haraldem Sinozębym i jego synem Swenem Widłobrodym. Być może władcy ci działali w sojuszu z Wolinianami. Duńczyków pokonano około 991 roku, a ich władcę wygnano. Układ dynastyczny wpłynął prawdopodobnie na wyposażenie i skład osobowy drużyny książęcej Mieszka I. Być może wtedy właśnie do oddziałów księcia zrekrutowano Waregów, na których obecność wskazują wykopaliska archeologiczne w okolicach Poznania.

### Udział w wojnie domowej Rzeszy
W 982 roku Otton II poniósł klęskę w bitwie z Saracenami w Italii. W związku z tym osłabieniem władzy cesarskiej w 983 roku wybuchło wielkie powstanie na Połabiu. Niemiecka władza na tym obszarze przestała istnieć, a Słowianie połabscy zaczęli zagrażać Rzeszy. Doszła do tego śmierć Ottona II w tymże roku. Ostatecznie Słowianie połabscy (Wieleci i Obodrzyce) wyzwolili się na dwa stulecia spod panowania niemieckiego.
Cesarz zostawił po sobie małoletniego następcę, Ottona III, o opiekę nad którym wystąpił Henryk Kłótnik. Sytuacja z 973 roku powtórzyła się: Mieszko i książę czeski stanęli po stronie Kłótnika. Fakt ten poświadcza kronika Thietmara:

Przybyli tam [czyli na zjazd w Kwedlinburgu] także, wśród wielu innych książąt: Mieszko, Mściwoj i Bolesław i przyrzekli mu pod przysięgą poparcie jako królowi i władcy.

W 984 Czesi zajęli Miśnię, natomiast Henryk Kłótnik w tym samym roku zrezygnował z korony królewskiej.
Dalszy przebieg walk i rola, jaką odgrywał w nich Mieszko, są niejasne ze względu na skąpe i wzajemnie sprzeczne materiały źródłowe. Prawdopodobnie w 985 roku książę odstąpił swojego dotychczasowego sojusznika i przeszedł na stronę Ottona III. Przypuszcza się, że skłoniło go do tego zagrażające polskim interesom powstanie na Połabiu. Był to wspólny problem polsko-niemiecki, pozostający zarazem poza strefą zainteresowań czeskich. Według Roczników hildesheimskich już w 985 roku Mieszko przybył na pomoc wojskom saskim walczącym ze Słowianami, czyli przypuszczalnie Połabianami.
Rok później w Kwedlinburgu książę Polan miał spotkać się z cesarzem, o czym wspomina zapiska Roczników hersfeldzkich:

Otton król-chłopiec pustoszył Czechy, ale Mieszka z darami przybywającego przyjął.

Inne roczniki i kronika Thietmara jaśniej stwierdzają, że darem ofiarowanym przez Mieszka był wielbłąd. Po spotkaniu doszło do zacieśnienia związków polsko-niemieckich, a sam Mieszko dołączył do wyprawy Ottona na ziemię Słowian, którą razem ciągnąc spustoszyli całą (…) ogniem i wielkim wyludnieniem. Nie jest jasne o terytorium których Słowian mowa. Możliwe, że chodziło o kolejną wyprawę przeciw Połabianom. Liczne przesłanki pozwalają także twierdzić, że była to wyprawa przeciw Czechom – pierwsza w której wziął udział Mieszko. Możliwe, że wtedy właśnie książę Polan poszerzył swoje państwo o Małopolskę.
Wątpliwości co do realności wyprawy wynikają przede wszystkim z treści kroniki Thietmara, podającej mało realistyczną w ówczesnej sytuacji politycznej informację o zawarciu przez cesarza ugody z księciem czeskim, Bolesławem. Przekaz ten nie znajduje potwierdzenia w żadnych innych zachowanych źródłach z epoki.
Innym zapisem o nierozstrzygniętym znaczeniu jest informacja, jakoby Mieszko podporządkował się królowi. Większość historyków jest zdania, że chodziło jedynie o uznanie władzy królewskiej Ottona. Niektórzy sugerują, że mogło chodzić o realną zależność lenną.
Spisany w latach 983–993 przez Gerharda z Augsburga „Żywot św. Udalryka” (Vita Sancti Uodalrici) zawiera legendę, według której Mieszko został raniony zatrutą strzałą i uniknął śmierci jedynie dzięki pomocy biskupa augsburskiego Udalryka (Ulryka). 

### Wojna z Czechami. Przejęcie Śląska i Małopolski
Po spotkaniu w Kwedlinburgu w 986 roku Mieszko przeszedł ostatecznie do obozu małoletniego króla niemieckiego Ottona III i jego matki, cesarzowej Teofano, ówczesnej regentki. Mieszko towarzyszył królowi niemieckiemu w dwóch wyprawach wojennych przeciwko Wieletom i Czechom. Przyjazne stosunki między państwem Polan i Czechami uległy ostatecznemu rozkładowi. Rozejm sasko-czeski nie powstrzymał wojny polsko-czeskiej, która wybuchła w 990 roku, a być może wcześniej. W efekcie konfliktu państwo Polan podbiło Śląsk w 990 roku. Zajęcie Śląska mogło też mieć miejsce około roku 985, ponieważ na ten rok datuje się powstanie grodów piastowskich we Wrocławiu, Głogowie i Opolu, a także w tym roku został zerwany sojusz polsko-czeski.
Nierozstrzygnięta pozostaje kwestia Małopolski. Możliwe, że Mieszko zdobył ją przed rokiem 990, na co wskazuje niejednoznaczny zapis kroniki Thietmara mówiący o kraju zabranym Bolesławowi II przez księcia Polan. W świetle tej teorii podbój Małopolski mógł być powodem, czy też raczej pierwszym etapem wojny. Wielu historyków sugeruje, że władztwo czeskie nad Małopolską było jedynie nominalne i mogło się ograniczać do pośredniej kontroli nad Krakowem i być może innymi ważnymi grodami. Teoria ta opiera się m.in. na braku odkryć archeologicznych wskazujących na szerszą akcję rozbudowy umocnień lub innych inwestycji państwowych w okresie przedpiastowskim. Taka sytuacja tłumaczyłaby łatwość zajęcia Małopolski przez Mieszka. Punktami wypadowymi do ataku na nią były prawdopodobnie ziemia sandomierska i zespół grodowy w okolicy Kalisza.
Małopolska miała po jej przejęciu zostać dzielnicą najstarszego syna Mieszka, Bolesława Chrobrego, na co ponownie pośrednio wskazuje kronika Thietmara.
Część historyków w oparciu o spisaną ponad sto lat później kronikę Kosmasa przyjmuje, że do podboju ziem dawnego państwa Wiślan doszło dopiero po śmierci Mieszka, konkretnie w roku 999. Istnieje też teoria, zgodnie z którą w opisywanym okresie w Małopolsce władzę sprawował z czeskiego nadania syn Mieszka, Bolesław Chrobry.

### Dagome iudex

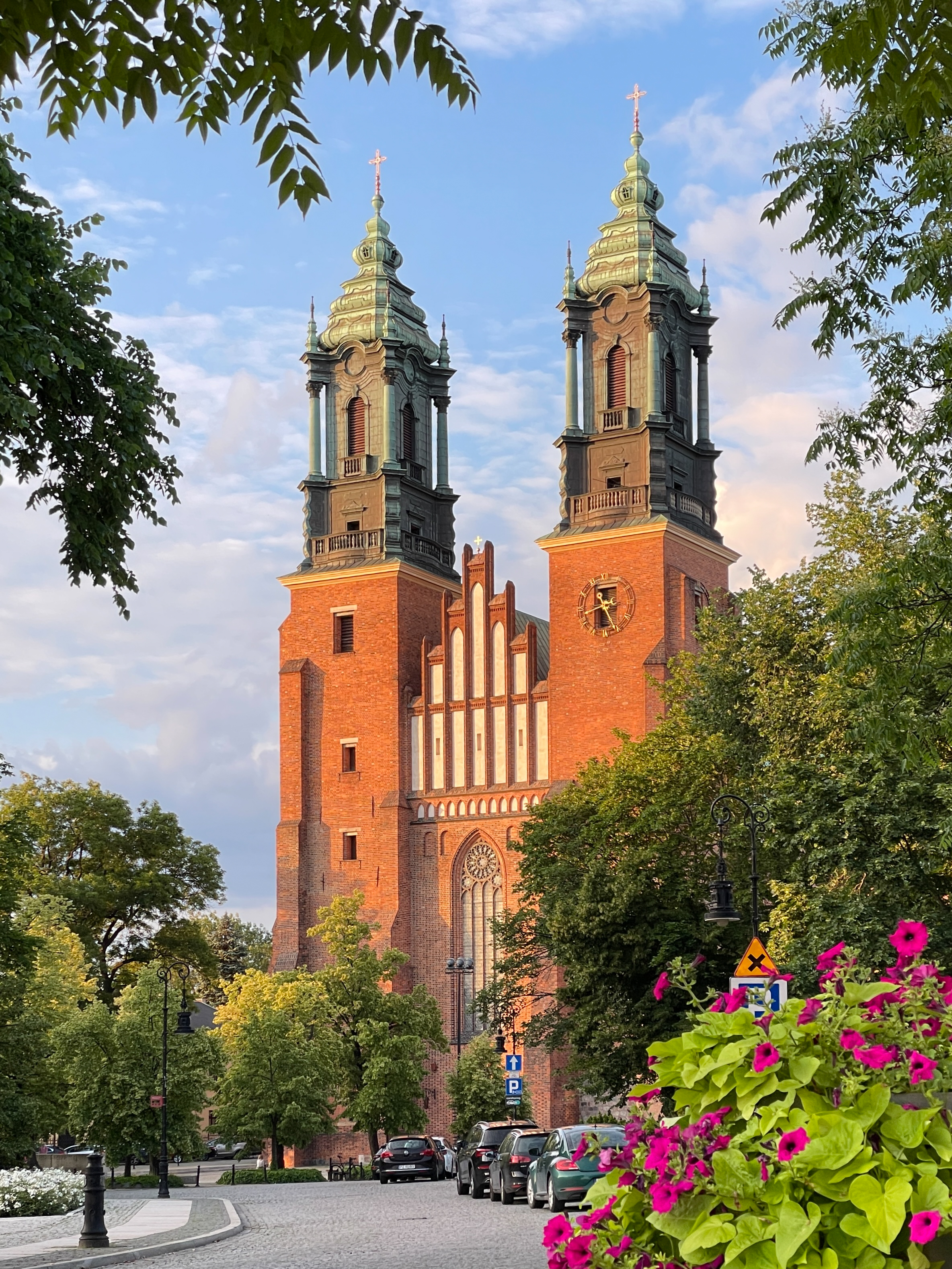
Katedra w Poznaniu – przypuszczalne miejsce pochówku księcia

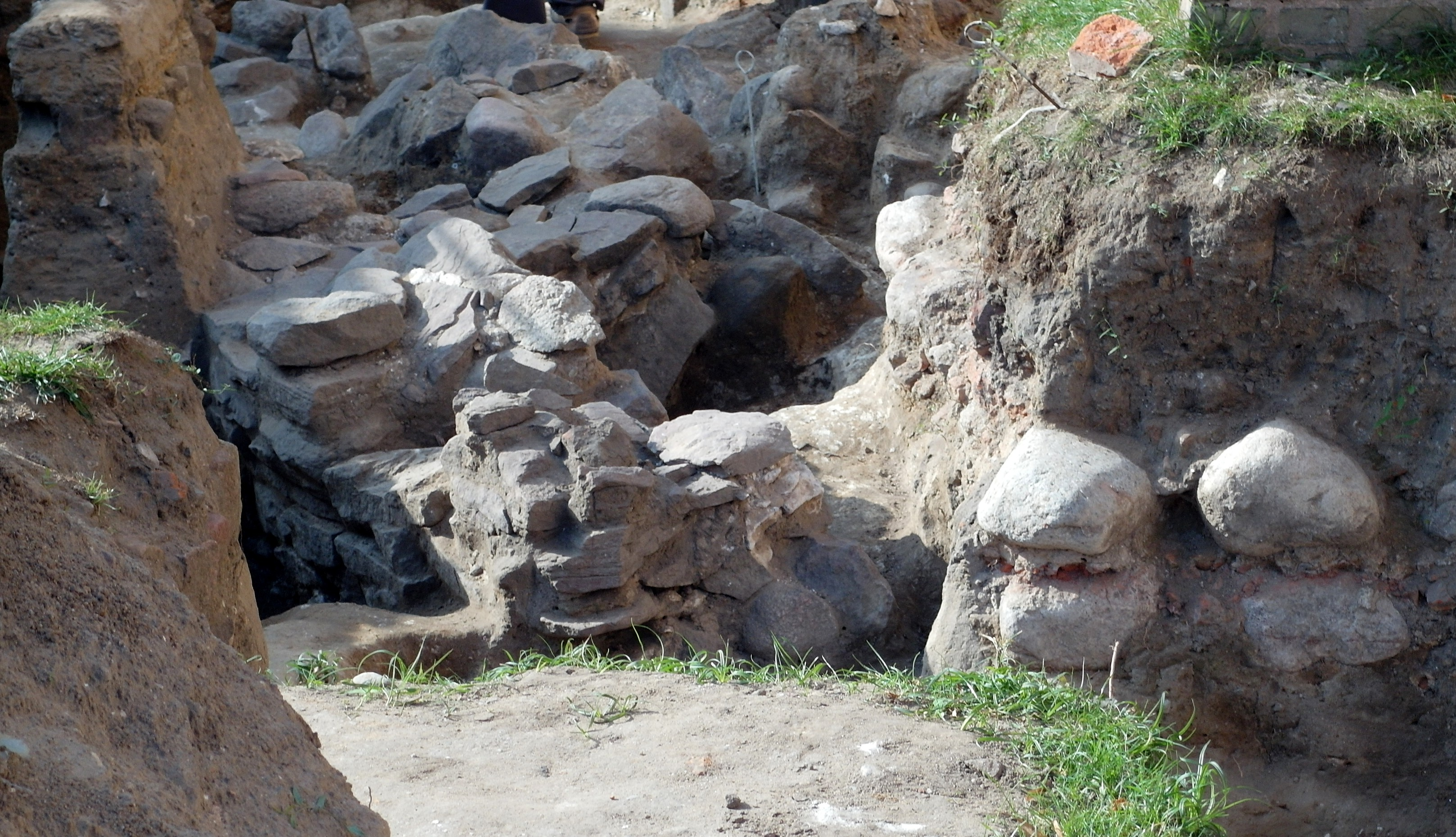
fragment preromańskiej budowli kamiennej, odkrytej na Wzgórzu Lecha w Gnieźnie w 2019 roku, domniemane palatium Mieszka I

Pod koniec swojego życia (ok. 991 roku) Mieszko wraz z żoną i synami z drugiego małżeństwa wydał dokument Dagome iudex, w którym oddawał swe państwo pod opiekę papieża i opisał jego granice. Dokument ten zachował się jedynie w regeście, co utrudnia jego analizę i interpretację. Istnieją dwie główne hipotezy na temat powodów wydania Dagome iudex:
- według pierwszej z teorii dokument miał być początkiem starań o przekształcenie biskupstwa misyjnego we właściwą organizację kościelną obejmującą swoim zasięgiem całość terytorium państwa Mieszka I. Zgodnie z takim rozumieniem zapoczątkował on także opłacanie przez Polskę świętopietrza[76],
- druga teoria zakłada, że dokument miał zabezpieczyć Odę i jej dzieci po śmierci Mieszka I. Wskazuje na to pominięcie w nim Bolesława Chrobrego, który w przeciwieństwie do synów Ody nie został wymieniony wśród wystawców Dagome iudex[77]. Wydaje się to jednak mało prawdopodobne ze względu na pominięcie w dokumencie również innego z synów Mieszka (z małżeństwa z Odą), Świętopełka.

Dzięki Dagome iudex można w przybliżeniu ustalić granice państwa polskiego u schyłku panowania Mieszka. Miały one biec od „długiego morza” (Bałtyku), wzdłuż granic Prus, Rusi, Krakowa (czyli Małopolski), Moraw i Milska, aż do Odry i wzdłuż niej do państwa/miasta gnieźnieńskiego (Schinesghe). Określone przez dokument granice wcale nie musiały wykluczać przynależności Śląska do państwa Mieszka. Tekst wyraźnie stwierdza, że od Moraw granice biegły do Milska, nie jest natomiast powiedziane, w jaki sposób były ustalone. Mogły one biec zarówno brzegiem Odry, jak i na linii Sudetów. Niejasne są także ostatnie słowa regestu, z których wynika, że granice państwa Schinesghe wraz z przyległościami kończyły się w państwie Schinesghe. To nielogiczne zdanie interpretuje się zazwyczaj tłumacząc „civitas Schinesghe” jako całą ziemię gnieźnieńską (Wielkopolskę), natomiast wspomniane „przyległości” jako Pomorze Wschodnie, Mazowsze, ziemię sieradzką i łęczycką, Śląsk i być może część Łużyc (vide). W dokumencie dziwi fakt, że granice przypuszczalnej „ziemi gnieźnieńskiej” nie są dokładnie określone, podczas gdy dość wyraźnie opisano jej „przyległości”.

### Ostatnie lata panowania
W ostatnich latach panowania Mieszko pozostał wierny sojuszowi z cesarstwem. W 991 roku przybył na zjazd w Kwedlinburgu, gdzie wymienił zwyczajowe dary z Ottonem III i cesarzową Teofano. W tym samym roku wziął udział we wspólnej z Ottonem wyprawie na Brennę.

### Śmierć, pochówek i podział państwa
Mieszko zmarł 25 maja 992. Źródła nie dają powodu, by sądzić, że zgon nastąpił z innych przyczyn niż naturalne. Według słów biskupa Thietmara umarł „sędziwy wiekiem i gorączką zmożony”.
Prawdopodobnie został pochowany w katedrze poznańskiej. W rzeczywistości prochów pierwszego historycznego władcy Polski nigdy nie znaleziono i nie wiadomo, gdzie spoczął. W latach 1836–1837 postawiono grobowiec Mieszkowi i jego następcy w znajdującej się w katedrze poznańskiej Złotej Kaplicy, w którym złożono szczątki znalezione w zniszczonej tumbie Bolesława Chrobrego z XIV w.
W roku 2010 Przemysław Urbańczyk wysunął hipotezę, że Mieszko I nie został pochowany w katedrze, a w małym kościele przy palatium, razem z żoną Dobrawą, czyli w podziemiach dzisiejszego kościoła Najświętszej Marii Panny. Odkryty w latach 50. XX wieku w katedrze grobowiec przypisano Mieszkowi I na podstawie kroniki Długosza i podobieństw do pochówków cesarzy. Jedynym śladem jest płytka z gabro, która zdaniem Urbańczyka nie jest okładziną grobu, a fragmentem przenośnego ołtarzyka tablicowego, co wskazuje na pochówek osoby duchownej, a nie świeckiej. Według tej hipotezy w grobie uważanym za miejsce pochówku Mieszka I spoczywa biskup Jordan. W trakcie badań archeologicznych znaleziono w przypałacowej kaplicy pw. Najświętszej Marii Panny duży wkop, najprawdopodobniej pozostałość po grobie. Za tym miejscem pochówku wskazuje także fakt, że takie samo wezwanie nosiły świątynie w Akwizgranie, gdzie w 814 roku pochowano cesarza Karola Wielkiego, i w Pradze, gdzie pochowany został zmarły w roku 915 książę Spitygniew. Wątpliwości co do poprawnej identyfikacji struktur w katedrze wysuwał już wcześniej m.in. Antoni Gąsiorowski.
Według relacji Thietmara Mieszko podzielił swoje państwo pomiędzy kilku książąt. Byli to prawdopodobnie jego synowie: Bolesław I Chrobry, Mieszko i Lambert.

## Organizacja państwa polskiego za Mieszka I

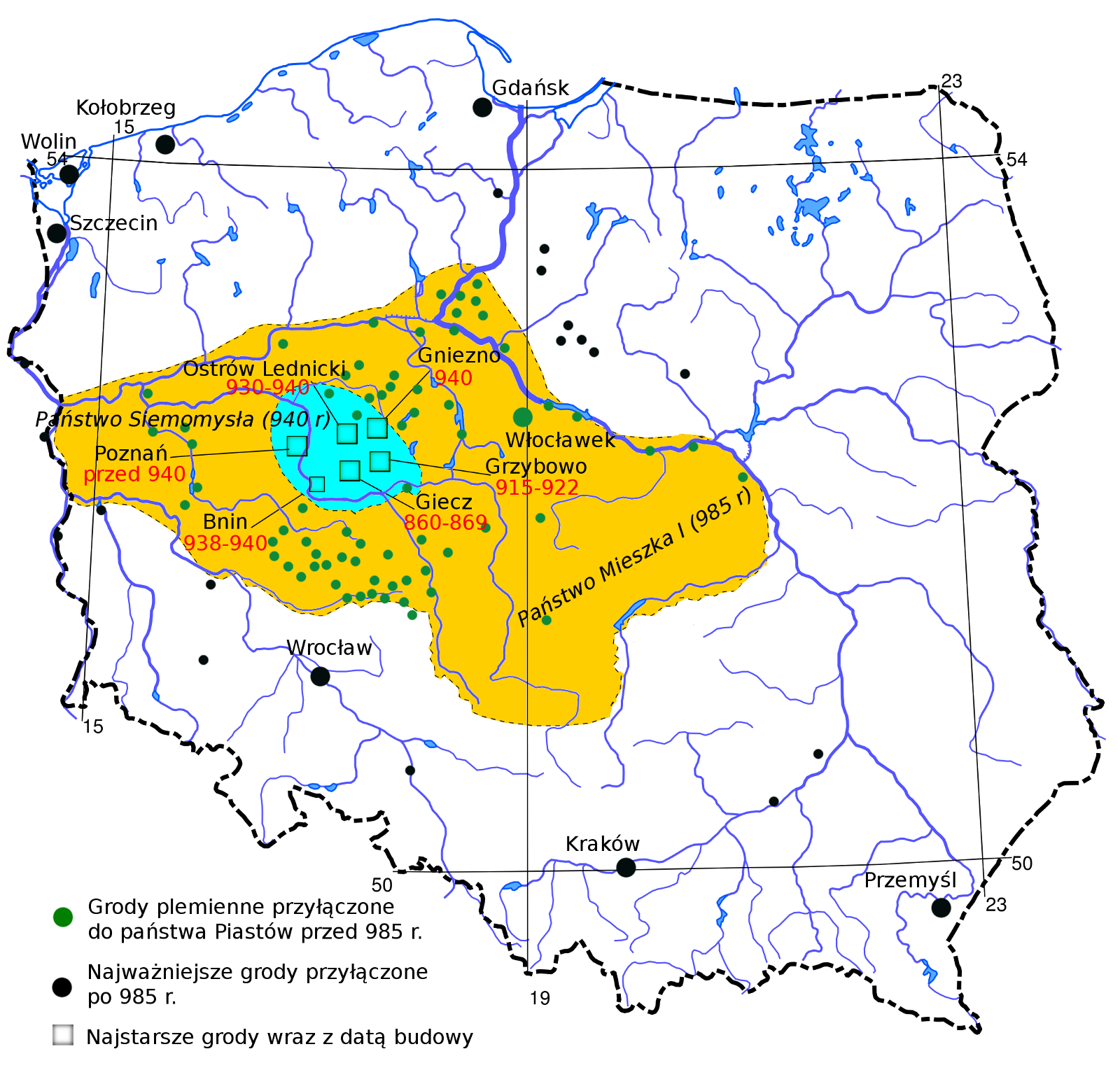
Grody w okresie Mieszka I

Strukturę osadniczą państwa Mieszka I stanowiły opola, które były znane już w epoce plemiennej. „O-pole” oznaczało społeczność sąsiedzko-lokalną zamieszkującą wokół pasa pól uprawnych i pastwisk stanowiących podstawę ich bytu. Najliczniejszą grupą społeczną w państwie Mieszka I byli wolni chłopi (kmiecie), uprawiający własną ziemię. To na nich spadał obowiązek utrzymywania państwa – część zebranych plonów musieli oddawać jako daninę. Charakterystycznym elementem państwa Mieszka I było istnienie tzw. wsi służebnych, czyli osad specjalizujących się w produkcji określonych produktów. Szlakami handlowymi wywożono z kraju bursztyn, futra, sól (wydobywaną na Kujawach i w okolicach Kołobrzegu), sprowadzano natomiast sukno, wyroby rzemieślnicze, narzędzia i ozdoby.
Podstawowym narzędziem władzy Mieszka I była drużyna książęca stanowiąca główną siłę militarną. Dzięki systemowi danin i posług oraz pieniądzom z handlu niewolnikami słowiańskimi powstał oddział złożony z około 3 tysięcy wojów. Byli wśród nich Waregowie, na co wskazują wykopaliska archeologiczne, m.in. w Grzybowie, Gieczu, Kałdusie koło Chełmna, czy Lutomiersku pod Łodzią. Drużyna pozwalała atakować i podporządkowywać władcy sąsiednie słabsze plemiona. Bardzo duże, jeśli nie kluczowe, znaczenie w budowaniu organizmu państwowego odgrywał strach przed siłą militarną najeźdźców. Pierwsi Piastowie podbijając nowe tereny palili grody i stawiali na ich miejscu nowe, im podporządkowane ośrodki. Badania archeologiczne pokazują, że praktykę tę zarzucono dopiero u schyłku panowania Mieszka I, kiedy już umocnił swoją pozycję.

## Mieszko I jako człowiek i władca

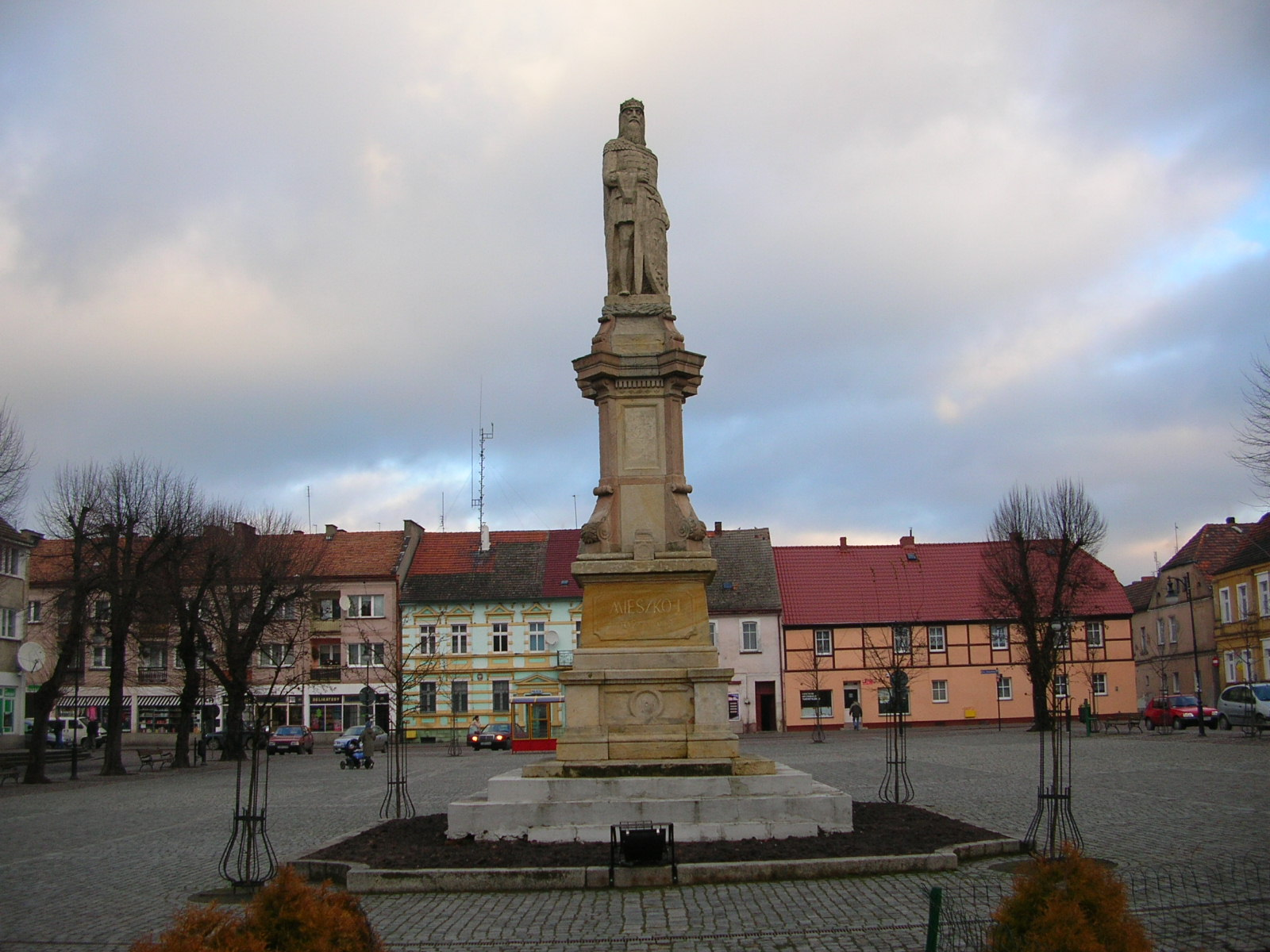
Pomnik Mieszka I w Mieszkowicach

Mieszko był zręcznym politykiem. Rozumiał swoją niższą względem władców zachodnich pozycję i potrafił odnosić się do nich z daleko idącym szacunkiem. Przykładem jest wspomniana już relacja Widukinda o stosunku do Hodona, jak również zapis Thietmara porównujący Mieszka i jego syna. Kronikarz napisał o Bolesławie Chrobrym, że

zapominając o tym, jak postępował jego rodzic, ośmielał się wciągnąć pomału w poddaństwo wyżej od niego stojących.

Mieszko zapewne był świadomy, że monarchowie chrześcijańscy pomimo przyjęcia chrztu mają go nadal za gorszego od siebie. Samo przyjęcie religii chrześcijańskiej wskazuje na umiejętność wprowadzania radykalnych, dalekowzrocznych reform, a zarazem zdolność do przekonania społeczeństwa do ich przyjęcia, czyli wysoką charyzmę osoby księcia.
Mieszka cechowała także duża elastyczność dyplomatyczna i polityczna, która pozwoliła mu na lawirowanie pomiędzy cesarzem rzymskim i opozycją Henryka Kłótnika. Porzucenie sojuszu z Czechami i wejście w układ z Sasami wskazuje na to, że książę stawiał na pierwszym miejscu interes państwa, nie zaś osobiste opinie (nie szukał zemsty za wcześniejszy najazd Hodona). O umiejętnościach dyplomatycznych władcy świadczą liczne, często egzotyczne układy – np. ze Szwecją, czy Węgrami (małżeństwo Bolesława Chrobrego).
Mieszko musiał być także doskonałym dowódcą wojskowym, na co wskazują sukcesy wojenne – zarówno w ofensywie, jak i defensywie. Przykład bitwy pod Cedynią pozwala przypuszczać, że księciu Polan nie była obca zdolność wykorzystywania podstępu. Zapewne Mieszko posiadał także wysokie umiejętności organizacyjne pozwalające na sformowanie licznej drużyny, rozbudowę grodów oraz rozwój systemu danin i posług.

## Żony i potomstwo
Według relacji Anonima zwanego Gallem przed ślubem z Dobrawą Mieszko miał 7 żon, które musiał odprawić ostatecznie po przyjęciu chrztu. Nie wiadomo, ile miał dzieci z tych związków.
Jeszcze przed chrztem Mieszko zawarł małżeństwo z Dobrawą. Miał z nią syna Bolesława I Chrobrego i córkę Świętosławę, przyszłą żonę Swena Widłobrodego i matkę Kanuta Wielkiego. Pojawiła się hipoteza, że miał jeszcze jedną córkę wydaną za księcia pomorskiego (byłaby to córka którejś z pogańskich żon lub Dobrawy).
Ze swoją drugą żoną, Odą Dytrykówną, córką Dytryka (Teodoryka), margrabiego Marchii Północnej miał trzech synów: Mieszka, Świętopełka i Lamberta. Władzę w kraju ostatecznie przejął najstarszy syn Bolesław, natomiast jego przyrodni bracia i macocha zostali wygnani.

## Genealogia
| Lestek ur. ? zm. w okr. 930–940 (?) | Lestek ur. ? zm. w okr. 930–940 (?) |                                       |                                       | NN ur. ? zm. ? | NN ur. ? zm. ? |  |  | NN ur. ? zm. ? | NN ur. ? zm. ? |                |                | NN ur. ? zm. ? | NN ur. ? zm. ? |
|                                     |                                     |                                       |                                       |                |                |  |  |                |                |                |                |                |                |
|                                     |                                     |                                       |                                       |                |                |  |  |                |                |                |                |                |                |
|                                     |                                     | Siemomysł ur. IX/X w. zm. ok. 950–960 | Siemomysł ur. IX/X w. zm. ok. 950–960 |                |                |  |  |                |                | NN ur. ? zm. ? | NN ur. ? zm. ? |                |                |
|                                     |                                     |                                       |                                       |                |                |  |  |                |                |                |                |                |                |
|                                     |                                     |                                       |                                       |                |                |  |  |                |                |                |                |                |                |
|                                     |                                     |                                       |                                       |                |                |  |  |                |                |                |                |                |                |

| 1 siedem żon poganek                      | 1 siedem żon poganek                      | 2 Dobrawa ur. ok. 930 zm. 977 OO 965               | 2 Dobrawa ur. ok. 930 zm. 977 OO 965               | Mieszko I (ur. w okr. 922–945, zm. 25 V 992) | Mieszko I (ur. w okr. 922–945, zm. 25 V 992) | 3 Oda ur. zap. ok. 955 zm. 1023 OO 978/80            | 3 Oda ur. zap. ok. 955 zm. 1023 OO 978/80            |                                                    |                                                    |
|                                           |                                           |                                                    |                                                    |                                              |                                              |                                                      |                                                      |                                                    |                                                    |
|                                           |                                           |                                                    |                                                    |                                              |                                              |                                                      |                                                      |                                                    |                                                    |
|                                           | 2                                         |                                                    | 2                                                  |                                              | 3                                            |                                                      | 3                                                    |                                                    | 3                                                  |
| Bolesław I Chrobry ur. 967 zm. 17 VI 1025 | Bolesław I Chrobry ur. 967 zm. 17 VI 1025 | Świętosława-Sygryda ur. w okr. 960–972 zm. po 1016 | Świętosława-Sygryda ur. w okr. 960–972 zm. po 1016 | Mieszko ur. w okr. 978–984 zm. po 25 V 992   | Mieszko ur. w okr. 978–984 zm. po 25 V 992   | Świętopełk ur. w okr. 979–985 zm. przed 25 V 992 (?) | Świętopełk ur. w okr. 979–985 zm. przed 25 V 992 (?) | Lambert ur. w okr. 981–986 zm. po 25 V 992 (1030?) | Lambert ur. w okr. 981–986 zm. po 25 V 992 (1030?) |

## Mieszko I w kulturze

### Literatura

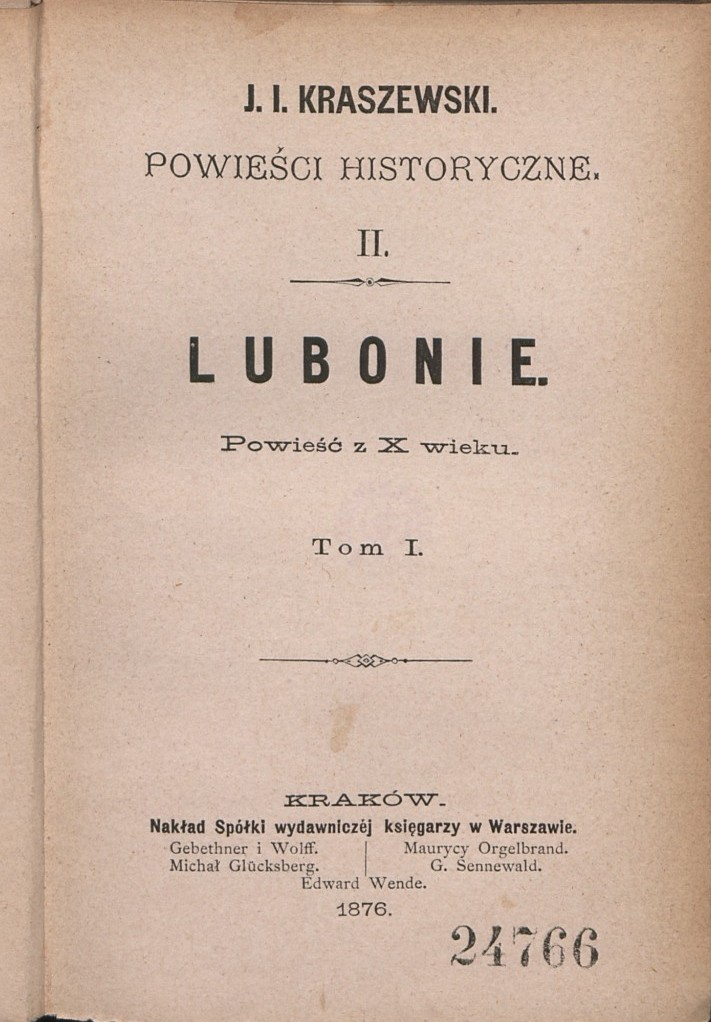
Powieść o Mieszku I Lubonie Ignacego Kraszewskiego (1876)

Postać Mieszka I uwieczniona została w dwutomowej powieści historycznej z 1876 roku Lubonie: Powieść z X wieku autorstwa Józefa Ignacego Kraszewskiego, powieści Wiktora Czajewskiego z 1906 roku Mieszko, dwutomowej powieści Karola Bunscha z roku 1945/1946 Dzikowy skarb/ Ojciec i syn: Powieść z czasów Mieszka I.
W 1981 roku powstał komiks Mieszko I i Bolesław Chrobry z serii Początki Państwa Polskiego autorstwa Mirosława Kurzawy oraz Barbary Seidler. Zbigniew Nienacki umieścił postać Mieszka I w powieści Ja, Dago Władca – trzecim tomie trylogii Dagome iudex wydanej w latach 1989–1990.

### Film
W 1974 roku powstał polski film historyczny Gniazdo wyreżyserowany przez Jana Rybkowskiego, w którym Mieszka I zagrał Wojciech Pszoniak. Zdzisław Cozac przybliżył natomiast dokonania Mieszka I w fabularyzowanym filmie dokumentalnym Droga do królestwa (2018) wchodzącym w skład cyklu Tajemnice początków Polski.

### Znaki pieniężne
Wizerunek Mieszka I został umieszczony w powojennej Polsce na następujących znakach pieniężnych:
- moneta o nominale 100 zł wyemitowana w 1966 roku,
- moneta o nominale 50 zł wyemitowana w 1979 roku,
- moneta kolekcjonerska, srebrna o nominale 200 zł wyemitowana w 1979 roku[92],
- moneta kolekcjonerska, złota o nominale 2000 zł wyemitowana w 1979 roku[92],
- moneta powszechnego obiegu, srebrna o nominale 100 zł (Mieszko i Dąbrówka) wyemitowana w 1966 roku, proj. Józef Gosławski[93],
- moneta próbna o nominale 100 zł (Mieszko i Dąbrówka) bita w 1960 i 1966 roku, proj. Józef Gosławski[94],
- próbna moneta kolekcjonerska o nominale 200 zł wyemitowana w 1979 roku,
- banknot o nominale 2000 zł (daty emisji: 1 maja 1977, 1 czerwca 1979, 1 czerwca 1982), w obiegu od 11 lipca 1977 do 31 grudnia 1996, proj. Andrzej Heidrich,
- banknot o nominale 10 zł (po denominacji, z datą 25 marca 1994), proj. Andrzej Heidrich.

### Pomniki
Mieszka I upamiętniają pomniki:
- w latach 1836–1837 odsłonięto pomnik Mieszka I i Bolesława Chrobrego w złotej kaplicy królów polskich w katedrze poznańskiej,
- odsłonięty w 1978 r., pomnik Mieszka I i Bolesława Chrobrego przy kompleksie I LO im. Bolesława Chrobrego i Muzeum Początków Państwa Polskiego w Gnieźnie,
- monument w Cedyni poświęcony bitwie pod Cedynią,
- pomnik Mieszka I z 1957 znajdujący się w Mieszkowicach,
- pomnik Mieszka I w parku w Kamieniu Pomorskim,
- pochodząca z lat 1554–1560 renesansowa płaskorzeźba umieszczona w portalu bramy wjazdowej Zamku Piastów Śląskich w Brzegu.

## Źródła
- Ibrahim ibn Jakub Relacja Ibrāhīma Ibn Jakūba z podróży do krajów słowiańskich w przekazie al-Bekrīego
- Widukind z Korbei. Dzieje Sasów
- Thietmari merseburgiensis episcopi chronicon
- Dagome iudex
- Annales Capituli Cracoviensis „DCCCCLXVI Mysko dux Polonie baptizatur”